# キズナ (競走馬)
キズナ（欧字名:Kizuna、2010年3月5日 - ）は、日本の競走馬・種牡馬。
2013年のJRA賞最優秀3歳牡馬、同年の東京優駿（日本ダービー）（GI）優勝馬である。

## 概要
2010年3月5日に、北海道新冠町のノースヒルズで生産された青鹿毛の牡馬である。父はディープインパクト、母はキャットクイルであり、ファレノプシスやサンデーブレイクの弟、ビワハヤヒデやナリタブライアンのいとこにあたる。2011年3月11日に発生した東日本大震災をきっかけに広まった言葉「絆」を由来とする馬名を授かり、ノースヒルズ創業者の前田幸治の弟である馬主前田晋二の所有、栗東トレーニングセンター所属の調教師佐々木晶三の管理のもと、2012年、2歳秋に競走馬デビューを果たした。
ノースヒルズや佐々木が重用する騎手佐藤哲三が騎乗してデビューし、新馬戦と黄菊賞（500万円以下）を連勝したが、この直後に佐藤が引退に追い込まれる重傷を負い、コンビ解消を余儀なくされた。代わって落馬負傷からの復帰後、復調せず低迷するベテラン、かつてのスターである武豊が起用された。乗り替わり初戦と2戦目は、いずれも不運な展開で連敗し、クラシック初戦の皐月賞出走は叶わなかった。しかし仕切り直したコンビ結成3戦目の毎日杯（GIII）で重賞初優勝。続いて京都新聞杯（GII）も優勝し、重賞連勝を成し遂げた。
そしてクラシック最高峰の東京優駿（日本ダービー）（GI）に1番人気で参戦。後方待機から直線で鋭い末脚を披露して、先に抜け出していた福永祐一騎乗のエピファネイアを差し切り、ダービーを戴冠した。ディープインパクトの主戦騎手でもあった武に史上最多となるダービー5勝目を、父仔でのダービー優勝をもたらしたうえに、インティライミで臨みながらディープインパクトに阻まれた佐々木をダービートレーナーに、ノースヒルズをダービーオーナーにさせていた。さらにノースヒルズによるダービー連覇の端緒を担った。
その後は、フランスに遠征し、イギリスダービー優勝馬ルーラーオブザワールドを破り前哨戦のニエル賞（G2）を優勝したが、本番の凱旋門賞（G1）では、トレヴに敵わず4着だった。帰国後、2014年の産経大阪杯（GII）を優勝して、天皇賞（春）（GI）に1番人気で臨むも4着に敗れたうえに骨折。復帰して翌2015年、天皇賞（春）に再び1番人気で臨むも、骨折の精神的な後遺症で7着。復活を期した矢先の秋口に屈腱炎をきたして競走馬を引退した。
通算成績14戦7勝、約5億円を獲得した。競走馬引退後は、種牡馬となり、重賞優勝産駒を多数輩出。2021年のエリザベス女王杯（GI）を優勝したアカイイト（母父:シンボリクリスエス）、2022年の安田記念（GI）を優勝したソングライン（母父:シンボリクリスエス）などの父として知られる。

## 誕生までの経緯

### ノースヒルズ
ノースヒルズは、北海道新冠町の生産牧場である。大阪府で大型プラントの設計、保守などを執り行う株式会社アイテックの創業者、代表取締役会長前田幸治が1984年10月に創業し、代表を務めていた。開設してしばらくは「マエコウファーム」と名乗っていた。馬主であった前田が、競走馬生産にも参入し、オーナーブリーダーとなっていた。

ノースヒルズの勝負服

ノースヒルズ、もとい前田は「世界に通用する馬を作る」という目標を掲げていた。そのために、外国の牧場の方式を盛んに取り入れるようになっていた。外国のような大規模牧場を目指し、北海道の誰も利用しない山がちな場所を開拓して広大な用地を確保していた。さらに施設も充実させ、スタッフを留学に向かわせ、また繁殖牝馬も盛んに輸入して良血を集めるなど、目標実現に向けた投資を欠かさなかった。おかげで牧場の成績は、徐々に上向き、出世する生産馬を多数輩出できるようになるまでに成長していた。しかし平地競走の大タイトルを得るような馬は、なかなか現れなかった。
ノースヒルズが、クラシック競走の最高峰に位置づけられる東京優駿（日本ダービー）に初めて挑んだのは、1992年のことだった。挑んだのは青葉賞優勝から臨むゴールデンゼウス（父:アンバーシャダイ）であり、岡潤一郎を背に4番人気だったが、ミホノブルボンに敗れる11着だった。また平地競走でグレード制の最高峰に位置づけられるGI優勝を初めて果たしたのは、1998年の桜花賞である。武豊を背に3番人気で挑んだファレノプシス（父:ブライアンズタイム）が成し遂げていた。そのファレノプシスを産んだのは、牧場が1993年暮れにイギリスから導入したキャットクイル（父:ストームキャット）だった。

### キャットクイル
キャットクイルは、1990年に生まれた牝馬である。父は優れたスピードを持ち、後にアメリカのリーディングサイアーとなるストームキャット、母は1976年デラウェアオークスを優勝したパシフィックプリンセス、母父はダマスカスだった。カナダで生産されたが、イギリスに移って競走馬として走り2戦未勝利。引退後は繁殖牝馬となったが、1993年暮れのセールで売却が図られていた。当時は、ストームキャットに対する評価がそれほど高くなかった。そんなとき、外国の競馬に詳しい知人に紹介されて見初めた、日本の競走馬生産者ノースヒルズが購入していた。
1993年下半期は、ビワハヤヒデとナリタブライアンという兄弟が、それぞれ菊花賞と朝日杯3歳ステークスを優勝した頃だった。この兄弟の祖母はパシフィックプリンセスであり、キャットクイルは、日本競馬で活躍中の兄弟の近親という良血馬となった。このため牧場は、同族から、その兄弟に続くような出世馬の誕生を期待するようになっていた。初年度となる1994年は、既にGIを奪取しており、後にこの年のクラシック三冠を成し遂げるナリタブライアンを頼りに、ナリタブライアンの父であるブライアンズタイムと交配し、翌1995年に初仔となる牝馬を産んでいた。この初仔はナリタブライアンのいとこであり、しかも4分の3兄弟の関係という血統構成だった。初仔は「胡蝶蘭」を意味する「ファレノプシス」という名前が与えられて競走馬となっていた。

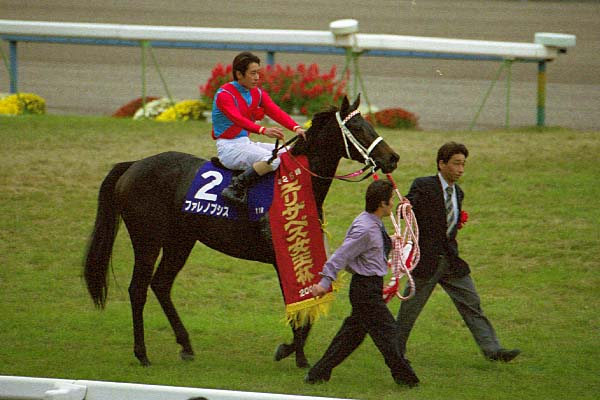
ファレノプシス（2000年エリザベス女王杯、鞍上:松永幹夫）

ファレノプシスは、1997年にビワハヤヒデと同じ浜田光正厩舎からデビュー。若手の石山繁を起用してデビュー3連勝し、1998年の牝馬クラシック戦線に参入していた。しかし4戦目となる前哨戦のチューリップ賞にて、石山の騎乗ミスが一因となり4着敗退。まもなく石山は降板となり、代わって武豊が起用されて本番に挑んでいた。初戦となる桜花賞は、初騎乗の武が導いて、ノースヒルズに初の栄冠をもたらしていた。続く優駿牝馬（オークス）はエリモエクセルなどに敵わず3着だったが、秋の牝馬三冠最終戦の秋華賞で奪回し、牝馬二冠を果たしていた。この後のファレノプシスは、松永幹夫と2000年エリザベス女王杯を優勝するなど16戦7勝、GI3勝を挙げた。
ノースヒルズ初めての実績馬ファレノプシスを産んだキャットクイルは、その後もノースヒルズに留まり、ファレノプシスの弟妹創出を担っていた。ファレノプシスの再来を願い、同じようにブライアンズタイム、あるいはデインヒルやティンバーカントリー、フォーティナイナー、ダンスインザダークなどと交配をしていた。しかしキャットクイルは、応えられなかった。そもそも弟妹を得ることが難しかった。不受胎や、産後まもなくの胎児の死、流産が頻繁に引き起こされていた。キャットクイルは、ファレノプシスを産んだ1996年から2009年までの13年間で、6頭しか生み出せなかった。しかし6頭でも活躍産駒は現れた。中でも3番仔サンデーブレイク（父:フォーティナイナー）がファレノプシスに追随した。アメリカで走ったサンデーブレイクは、2002年のピーターパンステークス（G3）を優勝した他、ベルモントステークス（G1）3着となった。
キャットクイルは、やがて高齢の域に達していた。一般に繁殖牝馬は、若い頃の産駒の方が名馬が生まれやすいと信じられていた。ただでさえ流産などが多くその役割を果たしにくいキャットクイルが、高齢となれば、その存在理由が他の繁殖牝馬より尚のことぐらつくのは当然だった。しかし牧場は、キャットクイルを諦めることはしなかった。そればかりか不受胎の可能性を多分に含んでいるにもかかわらず、優良な種牡馬を用意し続けた。18歳となった2008年には、初めにアグネスタキオンと交配して失敗、続いてハーツクライと交配してまた失敗、さらにディープインパクトと交配してまたまた失敗し、結局不受胎だった。それでも翌2009年、前年に引き続き、前田が拘ってディープインパクトと交配を敢行。そして受胎を果たしていた。

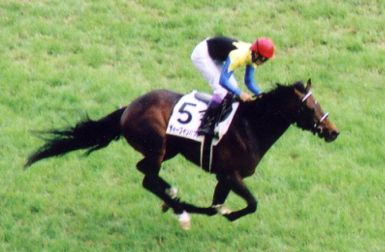
ディープインパクト（2005年東京優駿（日本ダービー）

それから1年後、予定日から3週間が経過した2010年3月5日、20歳のキャットクイルから、8番仔となる青鹿毛の牡馬のディープインパクト産駒（後のキズナ）が誕生する。この後、キャットクイルは2014年に死亡するまで繁殖牝馬であり続けたものの、これまで通り、不受胎や死産を繰り返すことになる。そのためこの8番仔が、キャットクイルが遺した最期の仔となった。
20歳のキャットクイルが生んだ8番仔は、ファレノプシスの15歳年下、サンデーブレイクの11歳年下の弟であり、ナリタブライアンやビワハヤヒデのいとことなった。

## 幼駒時代

### 牧場時代

#### ノースヒルズ時代
8番仔は、ディープインパクトの3年目産駒である。ディープインパクトは、初年度産駒から活躍馬を輩出するなど、種牡馬としても高い能力があることが後に判明するが、3年目産駒が生まれた頃は、まだ初年度産駒がデビューしていなかった。ゆえに種牡馬としての能力は未知数、走る産駒の傾向も不明。牧場でも、ディープインパクト産駒を取り扱う経験に乏しく、誕生直後の8番仔に対する評価も様々だった。牧場スタッフの中には「ダービーを単勝1倍台で勝って無敗の三冠馬になる」と最高の評価を与える者もいたという。牧場では、母キャットクイルから「キャット」と呼称された。
キャットは、当歳から1歳10月まで牧場で過ごした。牧場では、アメリカの栄養コンサルタントを呼び寄せて、幼駒の検分をさせていた。幼駒の悪い箇所を探してもらい、改善の助けとする目的があった。しかしキャットは、どこまでも最高評価の「A」ランクであり、悪い箇所が見当たらなかった。また牧場では、春から初冬までではなく冬まで、つまり季節を問わず、夜間に幼駒を野に放っていた。通年夜間放牧と呼ばれるこの方式は、ノースヒルズが他に先駆けて導入しており、特に厳冬下の放牧は、健康を損なうリスクが高かった。それでもキャットは、耐え忍んで「A」ランクであり続けていた。
馴致中は、小さなケガこそあれど、体調を崩すことはなかったという。放牧中の動きも良く、牧場の繁殖チーフは「当歳の中でも動きが軽い馬」だったと回顧している。さらに性格も良く、他の馬には、反抗的な態度をとるが、こと人間に対しては従順だった。実績馬の弟であることから、訪問者には必ず披露していたという。

#### "絆"

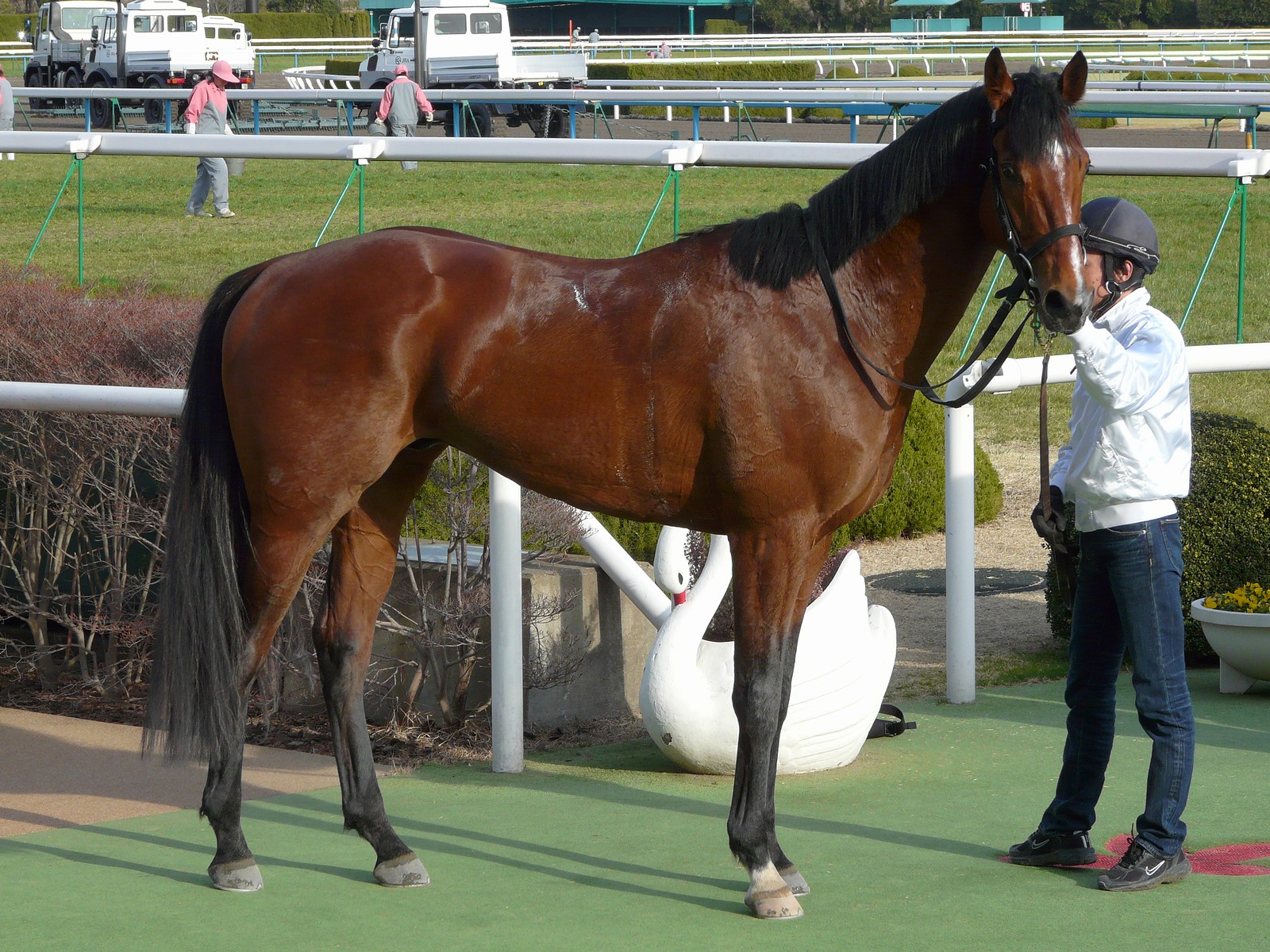
トランセンド（2010年みやこステークス）

キャットが1歳3月だった頃、つまり2011年3月末、ノースヒルズはドバイワールドカップミーティングに参戦している。ドバイのメイダン競馬場で行われる優勝賞金が世界最高額のドバイワールドカップ（G1、オールフェザー2000メートル）に、ダートGI2連勝中の生産馬トランセンド（父:ワイルドラッシュ）で挑んでいた。トランセンドは逃げに出て直線に向いたが、同じ日本調教馬のヴィクトワールピサに差し切られて2着。日本調教馬として初めてドバイワールドカップを優勝するという栄誉は、ヴィクトワールピサに譲ったが、ワンツーフィニッシュの一員に加わる結果となっていた。

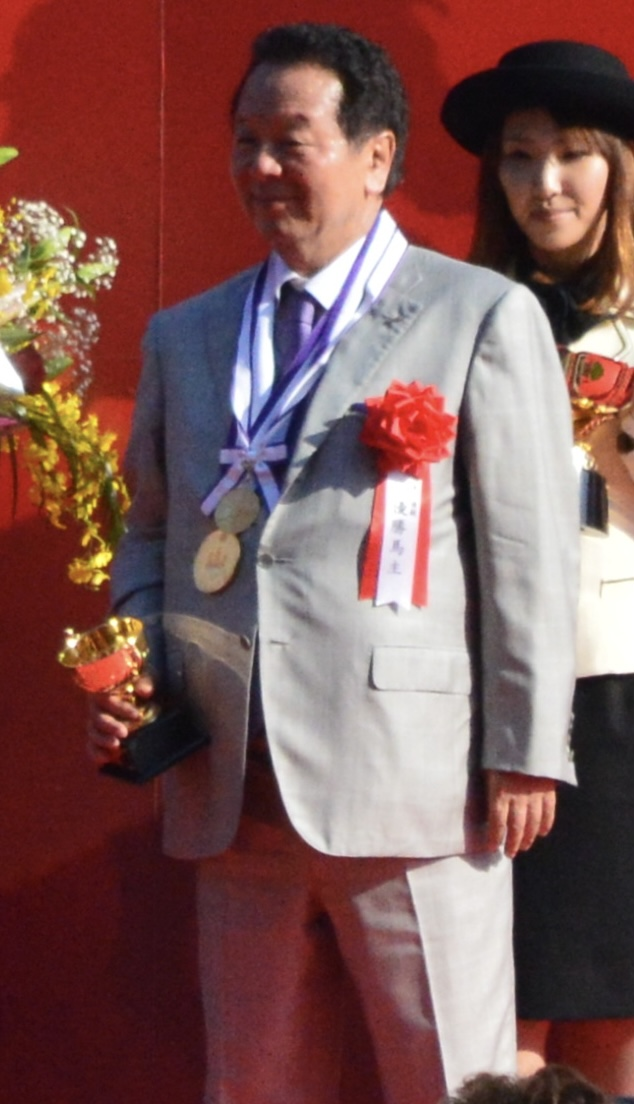
前田幸治

この2週間前の3月11日には、日本で東日本大震災が発生していた。あらゆる地域が被災する国難となる中、トランセンドのために遠征した前田は、ドバイのあらゆるところにて、励ましの言葉など様々な施しを受けていた。このことがトランセンドの2着とともに印象的な経験として記憶されていた。そこで震災の後、盛んに使われるようになった言葉である日本語「絆」を馬名に採用しようと考えるようになった。普段は外国語の辞書を用い、これまで所有馬1400頭に名前を与えてきたが、初めて日本語の採用することになった。大切な経験を基にして想起し、かつ自身にとって今までにない画期的な馬名案「キズナ」を前田は、2011年産世代で最も評価の高い馬に与えようと決意していた。

#### 大山ヒルズ時代
キャットは1歳10月、2011年10月8日にノースヒルズの育成施設、鳥取県伯耆町の大山ヒルズに移動した。迎え入れた大山の施設マネージャーは、到着して「馬運車から下りてきた瞬間に強烈なオーラ」を感じ取ったという。キャットは、大山に来てから急速に成長し、運動能力や心肺能力を高めていった。ある獣医師は、先のトランセンドの遠征に同伴しており、キャットを見守らない時期があったが、キャットはその間に急成長を遂げていた。獣医師は、久しぶりにキャットを見て、充実した筋肉に驚いたという。またキャットは、心肺機能も高かった。他の同期と同じメニューをこなしても、ただ1頭へこたれず、疲れを見せなかった。大山では、可能な限り馬に担当をつけず、1頭に多数の人間が騎乗する方針を取っていた。そのため多くのスタッフがキャットの乗り味を体感しており、スタッフは次々にキャットに高い評価を与えている。また大山では、年に一度ほど周辺の地元住民を対象に見学会を催していた。その見学会では、これまでの実績馬、有名馬が多数披露されていたが、その流れでキャットは、次の期待馬として紹介されていた。

このように期待しかないキャットは、やがてノースヒルズで生産されたこの世代の幼駒の中で、最も高い評価を得るに至る。果ては「ノースヒルズの史上最高傑作」という呼び声もあったという。この頃になると、ディープインパクトの初年度産駒がデビューしており、産駒たちは各々、受け継いだ能力を存分に発揮、出世馬が続出し始めていた。ノースヒルズに初めて大タイトルをもたらしたファレノプシスの弟、世代で最高の評価ないし「史上最高傑作」と呼ばれるほどの評判で、さらに上昇中のディープインパクトの3年目産駒とくれば、かかる期待も相当に高かった。デビューする前から関係者の間では、さも当然のようにクラシック最高峰の東京優駿（日本ダービー）優勝が目標になっていた。そんなキャットに、前田は、世代最高評価で、大いに期待できる馬のために温めておいた馬名案が与えられる。他の馬よりも比較的早いタイミングでなされるなど、ノースヒルズにとって特別な形で命名された。キャットは「キズナ」となった。

前田晋二の勝負服

キズナは、前田の弟である前田晋二の所有で競走馬となる。株式会社都市クリエイトの代表取締役である前田晋二は、兄の経営するノースヒルズに同調して、その生産馬の馬主を担っていた。所有馬の分配は、経営者の兄が行っていたが、兄は弟の馬主成績を気にかけていた。近頃、弟の成績が良くないと感じ取った兄は、ノースヒルズからできるだけ評判の良い馬を提供して、弟の成績改善を試みていた。その一環で、キズナが前田晋二の所有となった。

### 厩舎時代
キズナは、栗東トレーニングセンターの佐々木晶三調教師に託される。佐々木とノースヒルズの関係は深く、2011年には、アーネストリーで宝塚記念を優勝するなど結果にも表れていた。当初、ノースヒルズから佐々木に提供される予定だったのは産まれてくる予定の「ファレノプシスの仔」であった。しかしファレノプシスが不受胎に終わり、その「ファレノプシスの仔」が存在しなかった。このためその「ファレノプシスの仔」の代わりとして「ファレノプシスの弟」キズナが割り当てられていた。

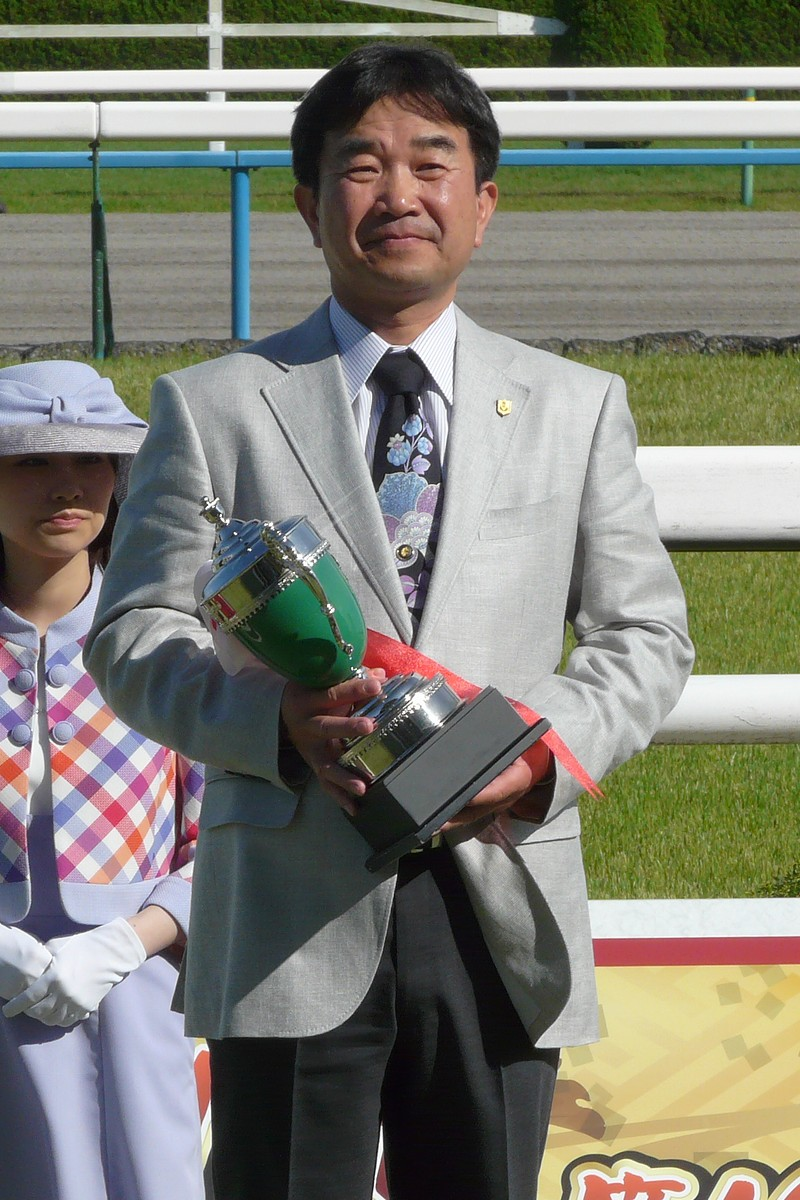
佐々木晶三

佐々木は、当歳の頃に初めて検分し、その第一印象から「オーラ」を感じていたという。当歳馬の検分で得た好印象は、身体が成長するなどして崩れ、まやかしになることが多かった。しかし大山ヒルズでの育成調教を見ても、走り方が「ディープ（インパクト）に似ている」と捉えていた。あまりの好印象に、佐々木は、東京優駿（日本ダービー）を目指せる器だと認識するようになり、この頃について「『これで男にならなかったら、ぼくは最悪の調教師です』と前田代表に言いました。『男になる』とは、ダービーを勝つということ」と回顧している。2歳となった2012年8月に佐々木厩舎に入厩しているが、成長して競走馬の身体になっていても、初めの好印象は揺るがず、よくいるまやかしではなかった。
これまでの佐々木の経験で「第一印象のすごかった」若駒は、後に1997年NHKマイルカップ（GI）、1998年モーリス・ド・ゲスト賞（G1）を優勝することになるシーキングザパールだった。ところがキズナには、シーキングザパールと同じくらいの感触、「それ以来と言っていい衝撃」があったという。佐々木は、即座に東京優駿優勝までを考えるようになっていた。調教では、先にデビューしていた同期、既にオープンクラスに昇格していたアップトゥデイトと併せ馬をしている。アップトゥデイトはパワーに秀でており、坂路の動きには目を見張るものがあったが、キズナはあっさり先着、調教でも同期と格の違いを見せていた。
厩舎では、田重田静男が厩務員を担った。田重田は、アーネストリーの担当でもあった。1972年京都牝馬特別をセブンアローで重賞初優勝を果たすなど、長年厩務に携わりながら60代に到達したベテランであり、佐々木とは若い頃から関係を築いていた。アーネストリーがGI戴冠を果たした後、その褒美として、アーネストリーと同じノースヒルズの期待馬であるキズナを担当することとなった。

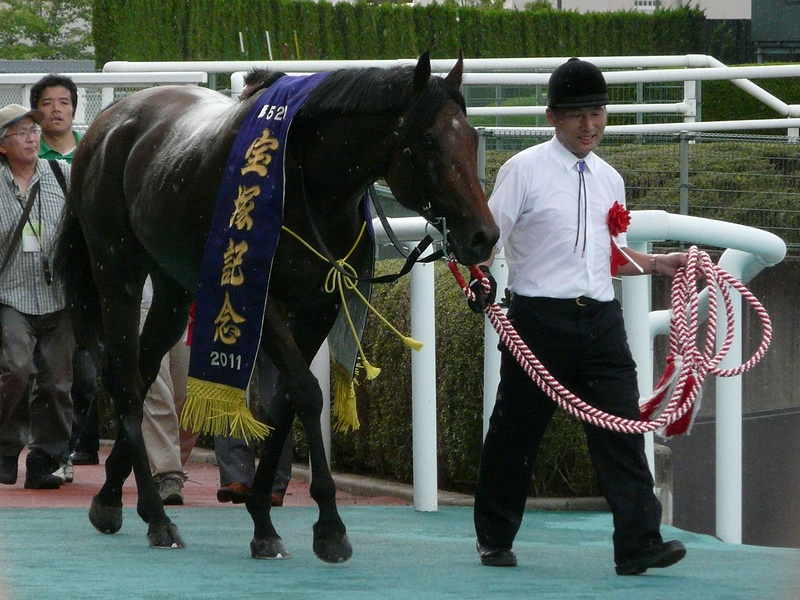
アーネストリー（左）と田重田静男（右）（2011年宝塚記念）

主戦騎手には、佐藤哲三が起用される。佐藤は、これまでタップダンスシチーなどの佐々木厩舎の活躍馬をGIタイトルに導いていた。また佐藤は、ノースヒルズとも関係が深かった。佐藤が騎手デビュー4年目だった1992年、朝日チャレンジカップにてノースヒルズのレットイットビーを勝利に導き、重賞初勝利を挙げていた。そればかりかこの勝利は、ノースヒルズのJRA平地重賞初勝利をもたらしていた。また2011年の宝塚記念では、同じ佐々木、田重田、ノースヒルズのアーネストリーを優勝に導いている。佐藤は、大山ヒルズにも頻繁に赴き、育成途上のキズナから調教を施していた。
佐藤、佐々木、田重田、ノースヒルズというアーネストリーと同じタッグが再集結し、キズナをバックアップすることになった。

## 競走馬時代

### 2歳（2012年）

#### 条件馬時代
まず2012年6月にデビューする予定だった。しかし挫跖をきたしたために延期となり、10月7日の京都競馬場の新馬戦（芝1800メートル外回り）でデビューとなる。その直前には、佐藤を配して挑んだゲート試験で不合格となっていたが、それから立て直して出走を叶えていた。7頭立てとなり、2008年皐月賞優勝馬キャプテントゥーレの弟であるリジェネレーションなどが相手だったが、ファレノプシスの弟・キズナが単勝オッズ2.0倍の1番人気だった。
装鞍所からパドックへ至る道中の地下馬道で暴れ、落鉄するアクシデントに見舞われたが、打ち替えての参戦となる。暴れ収まらないまま馬場入場し、レースを迎えていた。スタートからリジェネレーションと並んで好位を追走し、直線でスパートして、先行勢を追いかけた。残り200メートルから末脚を発揮し、まずリジェネレーションを置き去りにし、それから先行する2頭を寸前で差し切っていた。リジェネレーションに2馬身差をつけて決勝線に到達し、初出走初勝利を成し遂げた。
終いに鋭い末脚を使い突き抜けた新馬戦のパフォーマンスは、佐々木にクラシック参戦を意識させ、それに向けたローテーションを構想するようになった。佐々木は、その能力から、続く黄菊賞（500万円以下）、そして暮れのラジオNIKKEI杯2歳ステークス（GIII）に出走しても連勝するだろうと考えていた。この3戦3勝、重賞勝利を果たした3歳末で以て、クラシック出走を早い時期に易々と確定させようと目論んでいた。
11月11日、黄菊賞（500万円以下）は、10頭立てだった。その中には、2009年東京優駿（日本ダービー）優勝馬ロジユニヴァースの弟であるトーセンパワフルがいたが、ファレノプシスの弟・キズナが単勝オッズ2.0倍の1番人気だった。スタートから中団後方を追走し、直線で大外に持ち出して追い上げた。繰り出した末脚で他すべてを呑み込み、残り200メートル地点で差し切っていた。終いにももう一伸びして突き放し、後方に2馬身半差をつけて決勝線に到達。2勝目を挙げた。

#### 佐藤哲三

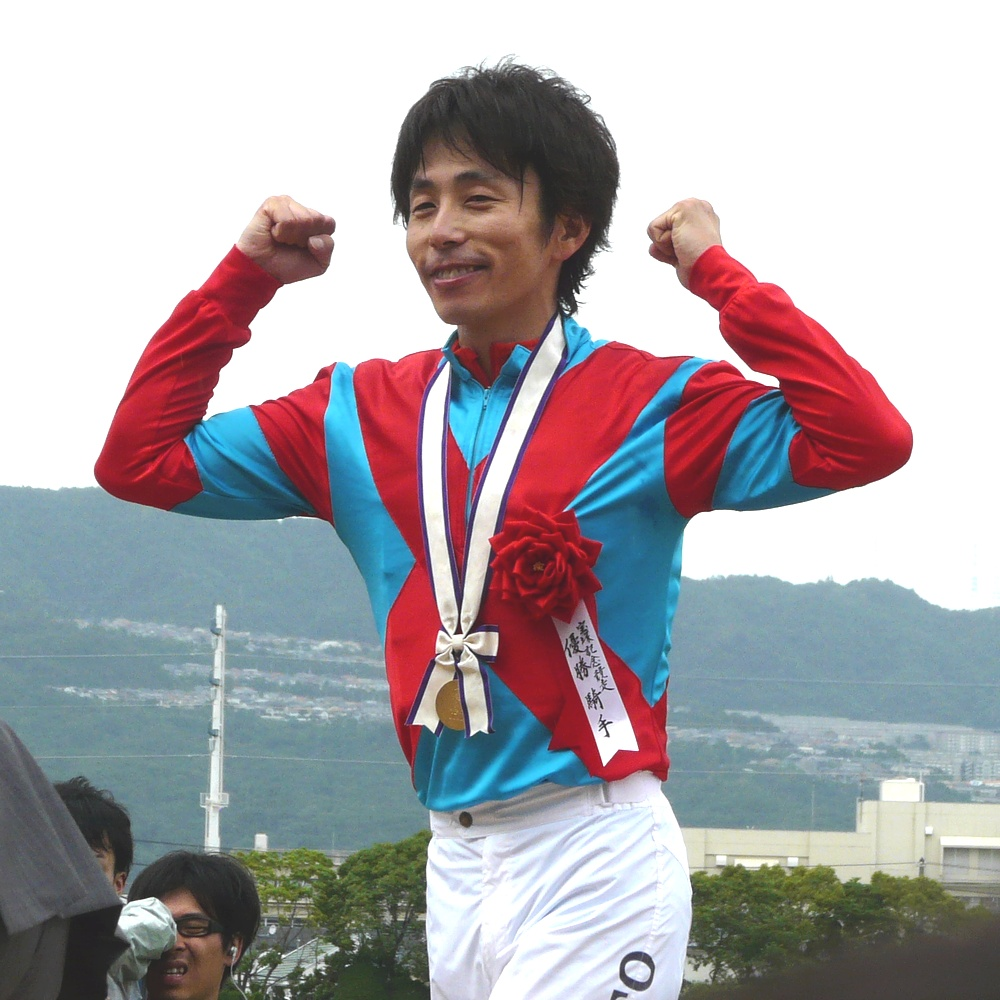
「ノースヒルズ」と佐藤哲三

そして暮れの12月22日、ラジオNIKKEI杯2歳ステークス（GIII）で重賞初挑戦となる。2連勝中、それに評判馬を相次いで下したキズナは、クラシック戦線の有力馬の1頭となっていた。ここで予定通り重賞初勝利を果たして、余裕を持ってクラシックに佐藤とともに臨もうという構想だった。しかし佐藤は、黄菊賞の2週間後の11月24日に落馬する。柵に衝突して全身7か所の骨折、外傷性気胸、右下腿部裂創、右肘関節の尺骨脱臼という重傷となり、キズナへの騎乗が困難となった。
この後、佐藤がキズナの鞍上に舞い戻ることは叶わなかった。佐藤は、キズナが活躍する傍らで、落馬から1年近く治療を続け、騎手復帰を目指していた。前田も何度も病室を訪れ「復帰したら、ノースヒルズの馬に好きなだけ乗ればいいから」という励ましを受けながら治療に挑んだが、ある日、佐藤の中で騎手復帰の志が減退する。「キズナを可愛いと思ってしまった」ことがきっかけとなり、騎手引退となった。

2014年7月の病室にて、携帯でキズナの写真を見ながら、涙が溢れていた。そして7月30日には、大山ヒルズに、佐藤でない騎手で出世したキズナと久しぶりに対面している。その際、佐藤は、キズナに対して「可愛い」という感情を抱いてしまっていたという。騎手は、馬の理解者であるほかに、馬の制御者である必要があったが、佐藤の中で、馬への「可愛い」という感情の先行が留まらなかった。病室でキズナの写真を見て泣いた出来事について、佐藤はこう回想している。
また佐藤は、このように述べている。

#### 武豊

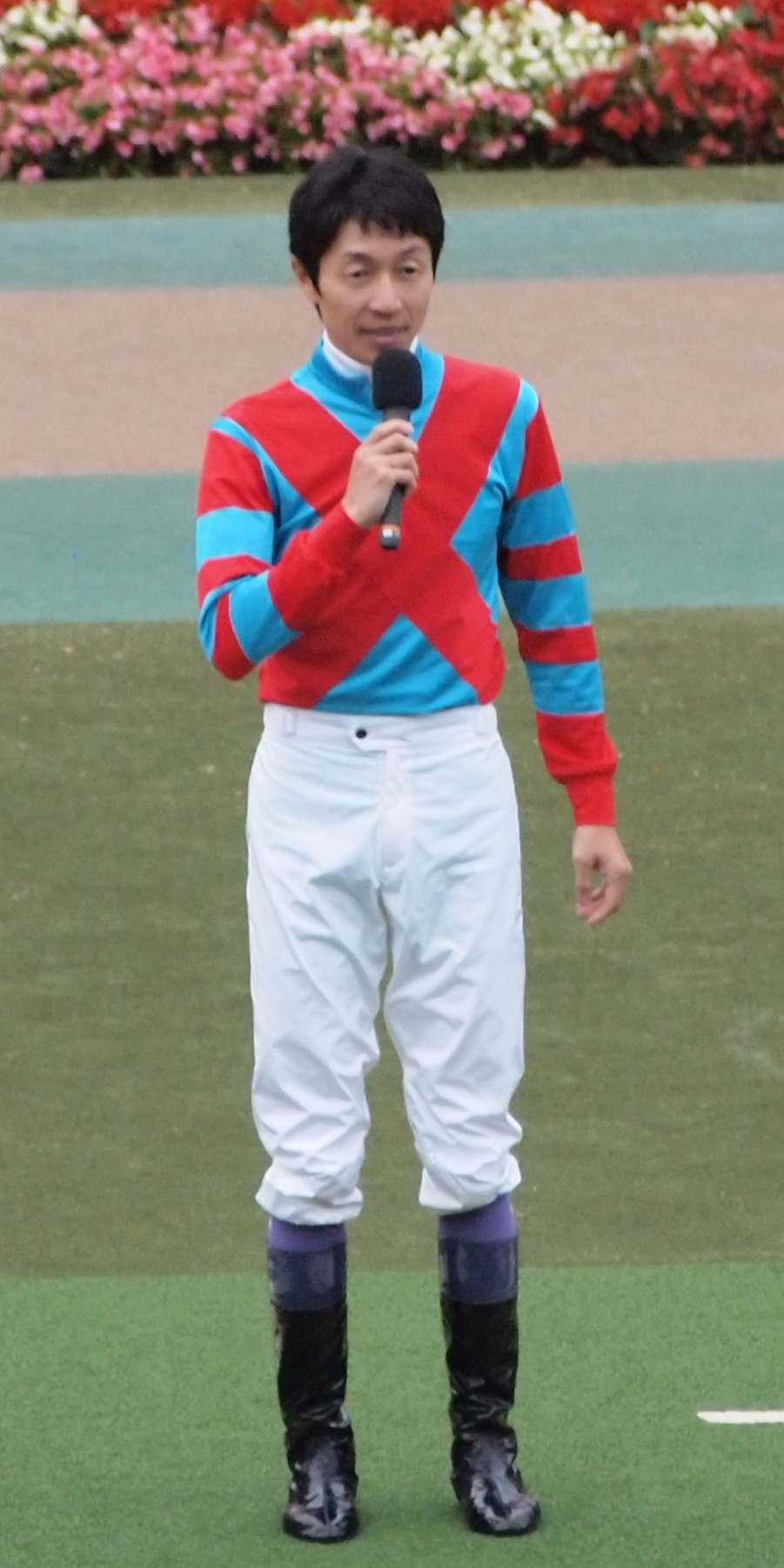
「ノースヒルズ」と武豊

騎乗不能の佐藤に代わり、キズナの主戦騎手として起用されたのは、姉ファレノプシスをGIタイトルに導いた武豊だった。武は、この頃不調の真っ只中だった。2010年3月27日の毎日杯（GIII）にて落馬し、重傷を負って休養したのをきっかけに、勝利数を大きく減らしていた。2009年の年間140勝が、翌2010年は休養があって69勝となったのは当然にしても、翌2011年は64勝、2012年は56勝というように右肩下がり、自己最低の勝利数にまで落ち込んでいた。それからデビュー2年目から23年間続けてきたJRAGI優勝も途切れていた。
そんな武を、前田は敢えて起用する。ノースヒルズと武は、ファレノプシスの他に、2002年スプリンターズステークスでビリーヴを、2006年NHKマイルカップでロジックを優勝に導いた過去があった。前田は、これまで長年、日本競馬を牽引してきた武が落ち目にあることを、見過ごすわけにはいかなかった。そこで前田は、所有馬を融通して、武を積極的に起用。これ以上の低迷を阻止するために下支えをしていた。

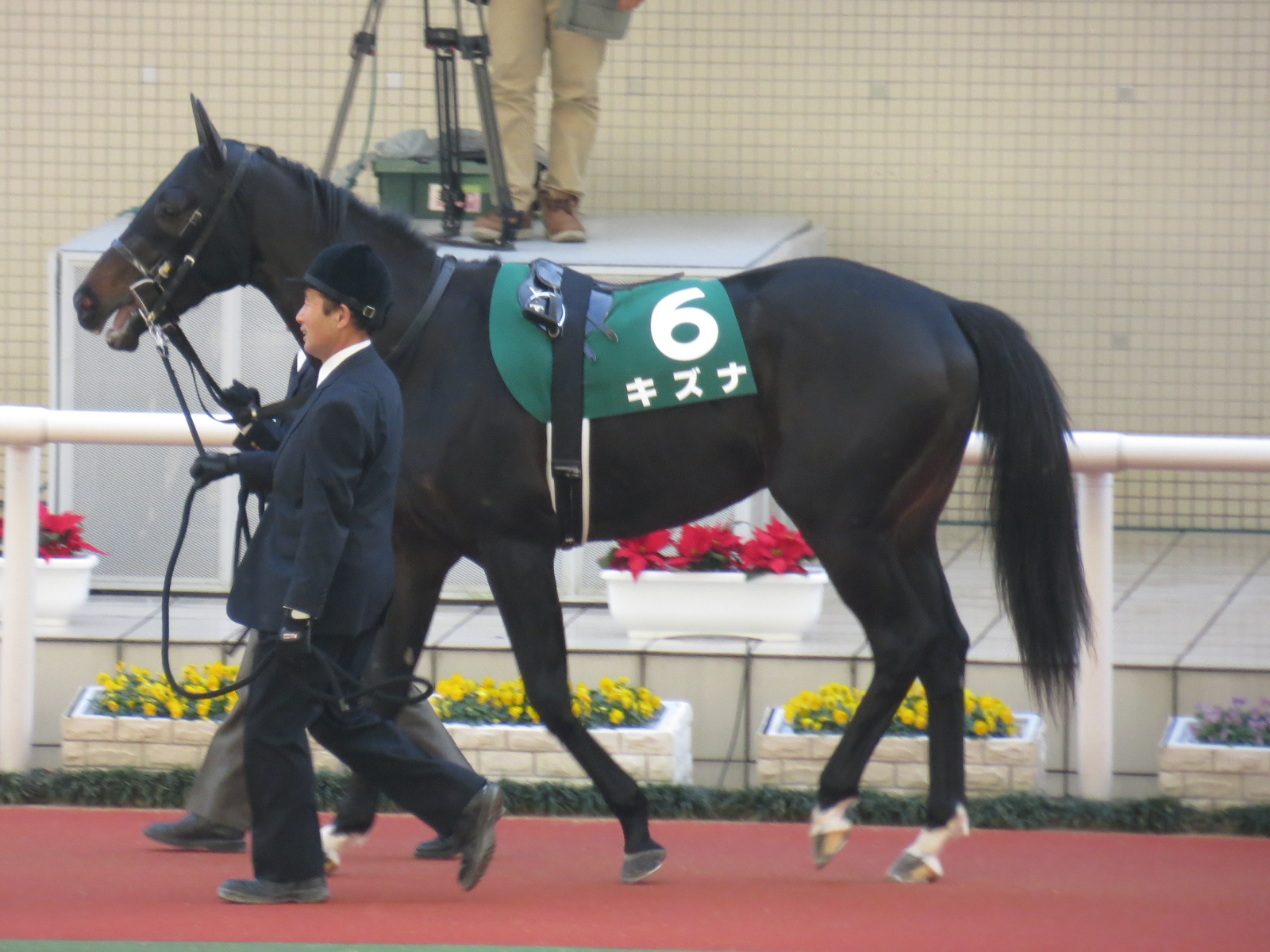
ラジオNIKKEI杯2歳ステークス

武との初戦となったラジオNIKKEI杯2歳ステークス（GIII）は、1984年に並ぶレース史上最少の7頭立てだった。それでも相手は揃っており、キズナは1番人気を譲り、2番人気に甘んじる。1番人気となったのは、2005年優駿牝馬（オークス）優勝馬シーザリオの仔であり、新馬と京都2歳ステークスを連勝中のエピファネイアだった。単勝オッズ1.9倍がエピファネイアであり、2.9倍がキズナだった。
スタートから5番人気のバッドボーイが逃げて、それに次ぐ2番手に落ち着き、その直後の3番手をエピファネイアが追走していた。少頭数の中でのバッドボーイ単独での逃げとなったために、前半の1000メートル地点通過が66.0秒というスローペースとなり、キズナは折り合いがつかなかった。直線では、バッドボーイとキズナ、エピファネイアが横一線の3頭となっていたが、折り合いを欠いたキズナは、真っ先に脱落していた。折り合いをつけて終いに伸びたエピファネイアに約半馬身以上、逃げたバッドボーイにクビ差先着を許した。重賞勝利はおろか、賞金も加算できない3着、初めての敗北を喫した。

### 3歳（2013年）

#### クラシック参戦までの道程
ラジオNIKKEI杯2歳ステークスの後は、短期間の放牧を挟み、皐月賞のトライアル競走である弥生賞（GII）で始動となった。この放牧はキズナの精神面の成長を促していた。佐々木によればこの間に「幼稚園児が中学生になったくらい」になったという。クラシック参戦を目指す重賞2着のない2勝馬キズナが、皐月賞出走を叶えるには、3着以内に入って優先出走権を得る必要があったが、重賞優勝馬のエピファネイアやコディーノが立ちはだかった。エピファネイアとの再戦が実現していたが、人気に差が生じていた。エピファネイアが2.3倍の1番人気に対し、キズナは6.4倍の3番人気だった。
スタートから後方を追走したが、またもスローペースに巻き込まれた。直線で追い上げて、エピファネイアなどの先行勢に詰め寄ったが、エピファネイアにハナ差届かず、再び敗れた。そればかりかエピファネイアは、カミノタサハラやミヤジタイガ、コディーノにも敗れる4着だった。つまりキズナは5着敗退で、皐月賞の優先出走権を逃していた。
続いて3月23日、毎日杯（GIII）に参戦する。皐月賞3週間前に行われる中距離の重賞の毎日杯は、行われる時期や条件などから、長らく関西馬の皐月賞出走を叶える最後の機会「東上最終便」として認識されていた。しかしキズナ陣営は、弥生賞5着となり、優先出走権を逃した時点で、皐月賞参戦を諦めていた。毎日杯から皐月賞の連戦は間隔が短いため、無理を強いらなかった。陣営は、目標をクラシック最高峰に位置づけられる第二戦・東京優駿（日本ダービー）のみに照準を合わせ、東京優駿に出走できるだけの収得賞金を確保するために出走していた。
賞金加算の場に選んだ毎日杯といえば、3年前の2010年、武が落馬して負傷し、不調のきっかけとなった競走だった。このため武側のエージェントは、佐々木に対して毎日杯参戦に難色を示してそれ以外を望んでいたが、武は覚悟を決めて騎乗を了承し、参戦が決定した。13頭が出走する中、単勝オッズ1.5倍の1番人気での出走となった。

スタートから後方を追走した。タイセイウインディやラブリーデイ、バッドボーイがハナ争いをしたために、前半の1000メートル地点を58.6秒で通過するハイペース、馬群が一団ではない縦長の状態だった。先行勢が垂れて後方待機勢が有利となるハイペースに乗じたキズナは、10番手で直線を迎え、大外から末脚を発揮して、先行勢を次々に吸収して先頭を奪取していた。
その末脚には誰も抗えないままに独走となり、終いは武が促さずとも伸び続けて決勝線に到達していた。重賞初勝利、後方につけた3馬身は、芝1800メートルで開催されるようになった2007年以降で最も大きな優勝着差だった。毎日杯優勝に伴い、キズナは皐月賞に出走しうる賞金額に到達したが、目標の東京優駿に拘って、予定通り出走を見送った。
中2週で弥生賞から毎日杯まで走ったキズナには、疲労が溜まっていた。しかし佐々木は、東京優駿のために暇を与えなかった。毎日杯から東京優駿という「2か月ぶりの競馬で勝てるほど、ダービーは甘いレースではない」という考えから、本番を前にもう一戦出走することとなった。5月4日、東京優駿のトライアル競走ではないものの、主要な前哨戦として知られる京都新聞杯（GII）に出走する。16頭立てとなる中、単勝オッズ1.4倍の1番人気だった。

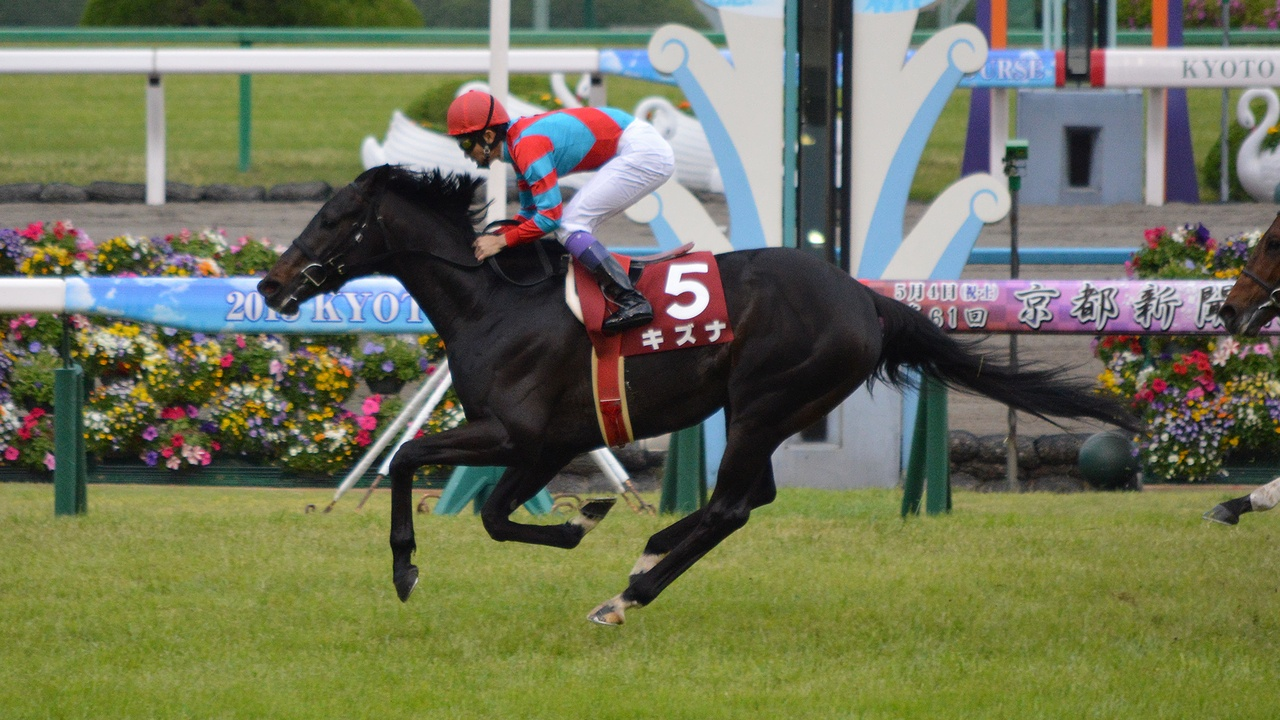
京都新聞杯

少し後れを取るスタートから最後方を追走し、ハイペースを追走した。第3コーナーから加速して進出し、13番手で直線に向いてから追い上げていた。末脚を発揮して先行勢を吸収していた。先行有利の馬場状態だったが、それを克服してすべて差し切り、終いは手綱を緩める動作を見せながら決勝線に到達していた。後方に1馬身半差をつけて、重賞2連勝を成し遂げた。

#### 東京優駿（日本ダービー）

##### 参戦過程

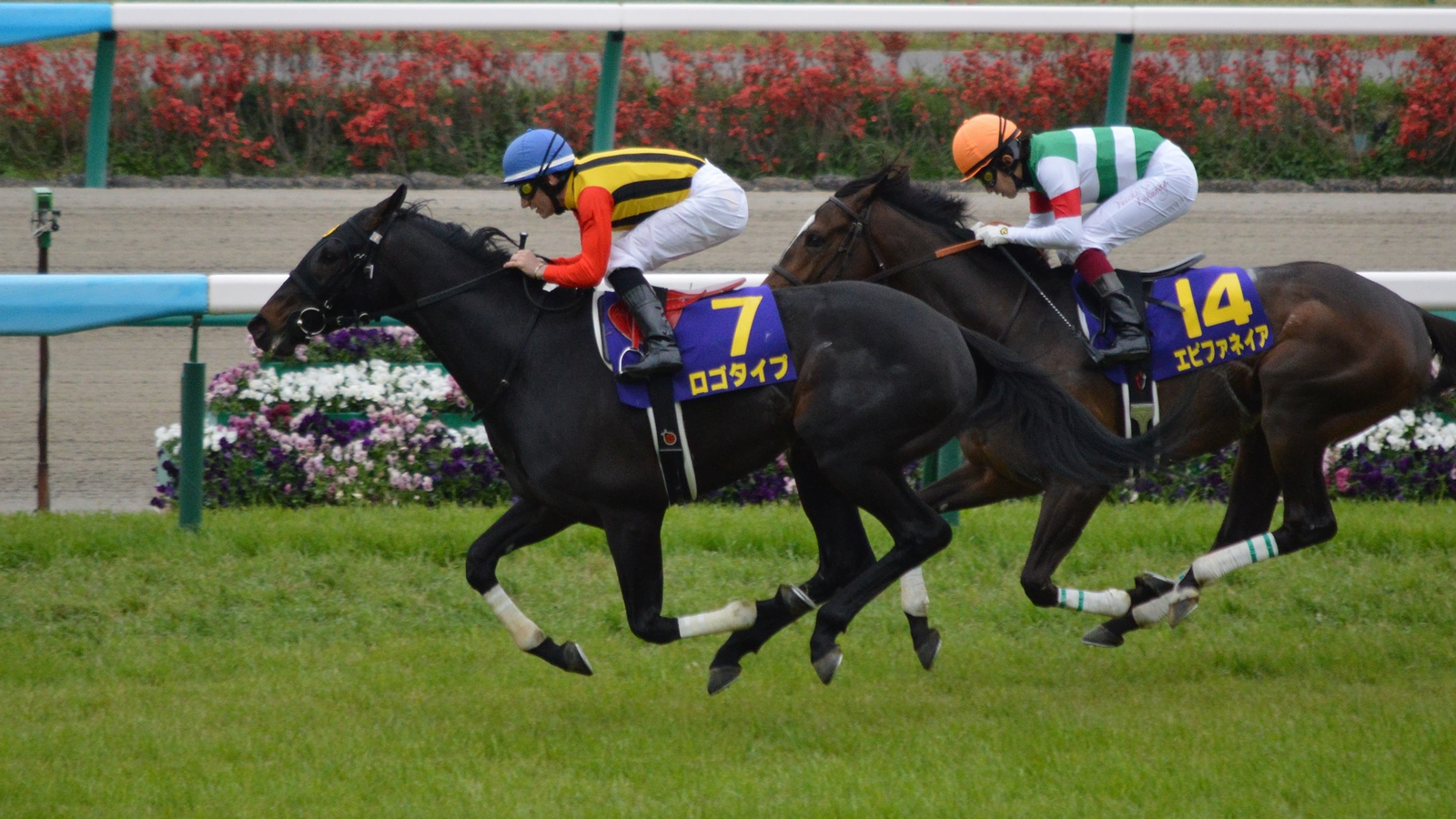
（左）ロゴタイプと（右）エピファネイア（皐月賞）

5月26日、クラシック最高峰の東京優駿（日本ダービー）（GI）を重賞2連勝で迎える。出走が叶わなかった初戦の皐月賞は、朝日杯フューチュリティステークス優勝馬の1番人気ロゴタイプが優勝し、次いで2番人気エピファネイア、3番人気コディーノが入り、人気通りの決着となっていた。この上位3頭は揃って東京優駿に出走し、信頼揺るぐことなく上位人気を形成する。ただし別路線から来た新興勢力のキズナが、それらを上回る1番人気をかっさらっていた。キズナは、単勝オッズ2.9倍という信頼だった。
2番人気以降は皐月賞の上位3頭、3.0倍のロゴタイプ、6.1倍のエピファネイア、7.6倍のコディーノであり、そのほか、青葉賞優勝のヒラボクディープや2着のアポロソニック、共同通信杯優勝のメイケイペガスター、NHKマイルカップ優勝のマイネルホウオウなどが出走していた。
ダービー4勝を誇る武は、4勝目となった2005年のディープインパクト以来となる東京優駿の1番人気だった。毎年のように参戦し、しかも有力馬に騎乗するなかで4勝を積み上げていた武だったが、2010年の落馬負傷により、1993年から17年続いたダービー連続参戦記録が止まっていた。復帰したとしても低迷中の武に有力馬は得られず、参戦が叶っても二桁人気の伏兵で存在感がなかった。そんな武に訪れたキズナとの参戦だった。

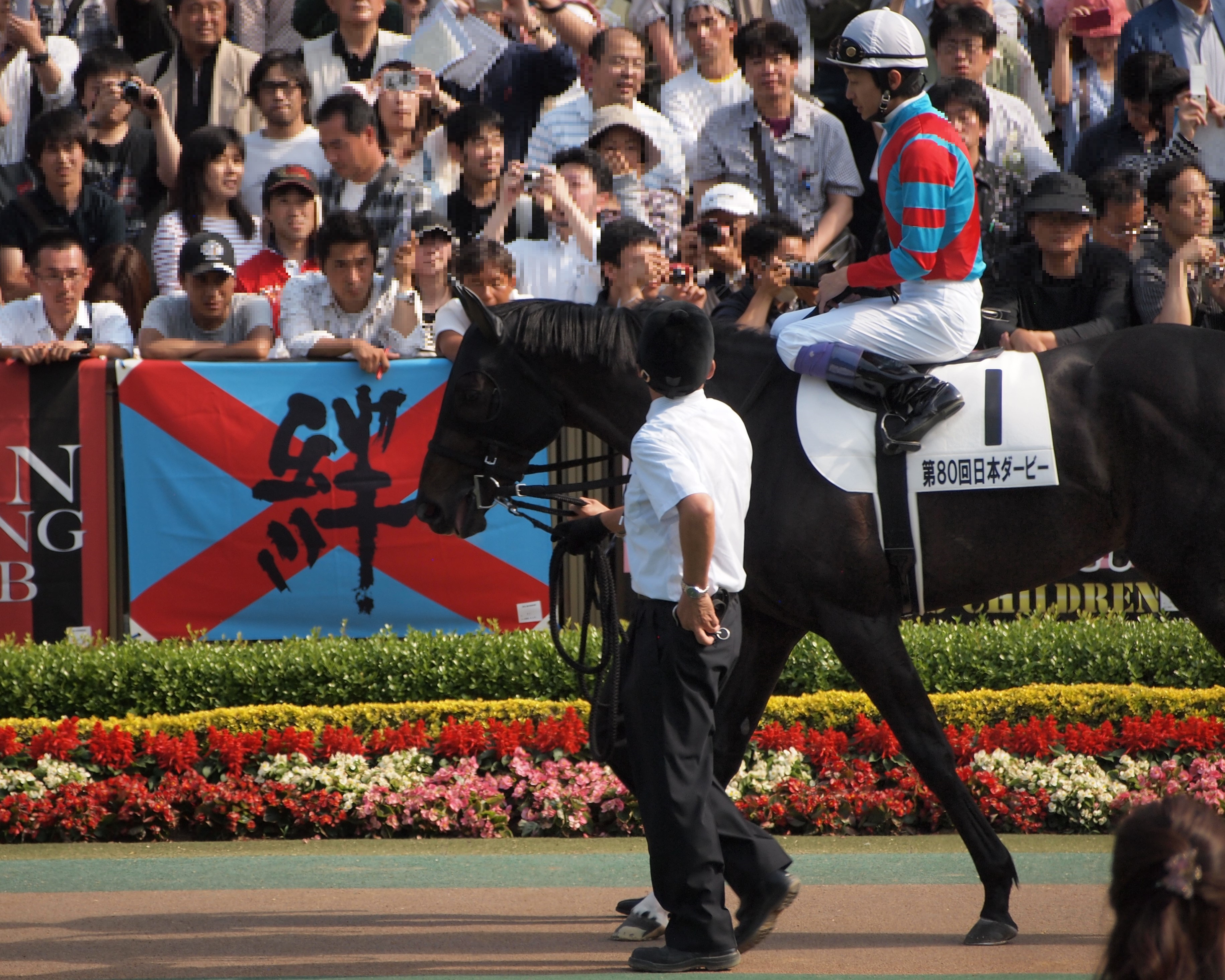
パドックを周回するキズナ、キズナの横断幕

与えられたのは1枠1番だった。ダービーの最内枠は、1968年タニノハローモアからは40年未勝利の枠番だったが、2008年ディープスカイが勝利すると、2009年ロジユニヴァース、2010年エイシンフラッシュが立て続けに優勝し、打って変わって好枠となっていた。佐々木は、これまでのGI4勝のうち、2003年ジャパンカップのタップダンスシチー、2003年朝日杯フューチュリティステークスのコスモサンビーム、2011年宝塚記念のアーネストリーの3勝で1枠1番だったこともあり、好相性だった。また武は、低迷する中で2年ぶりとなるJRAGI優勝を果たした2012年マイルチャンピオンシップのサダムパテックも1枠1番であり、課された最内枠は、キズナにとって追い風となっていた。厩務員の田重田は、ゲート裏まで付き従わず、枠入れを係員に託している。武から「スタンドのいいところで見ていてください」と言われたためだった。

##### レース展開

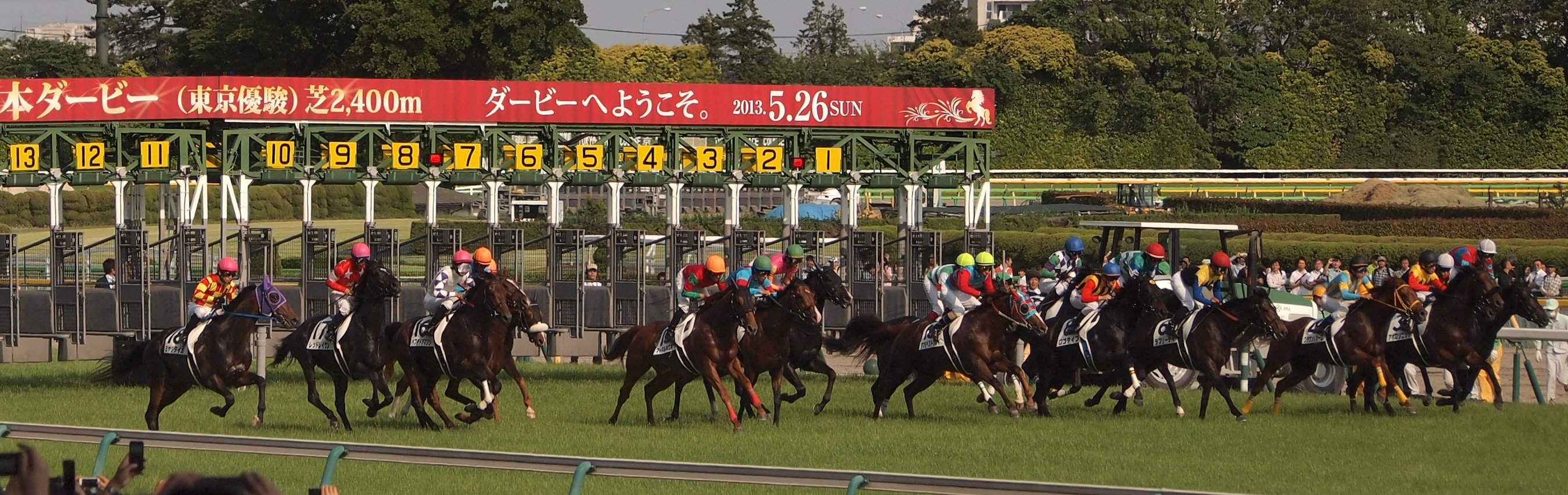
スタート直後

横一線のスタートから控えて後方追走となった。アポロソニックがハナを奪って逃げ、サムソンズプライドがすんなり2番手を確保する形となり、前半の1000メートル地点通過60.3秒の平均ペースとなった。キズナのライバルでは、逃げる2頭から離れた好位にロゴタイプが、その背後の中団馬群にエピファネイアと出遅れたコディーノがいた。そしてキズナは、それらを見渡せる後方15番手だった。道中では、特にエピファネイアが折り合いを欠いて、途中大きく躓くなど、騎乗する福永祐一は制御できていなかった。一方、後方の武は、キズナの本能に委ねる「馬なり」で走らせ、終盤での追い上げに向けて力を蓄えていた。
向こう正面の中間を過ぎると、好位に留まっていたメイケイペガスターが耐えきれずに進出を開始していた。逃げてペースを温存したいアポロソニックに接近し、さらにかわして先頭を奪取していた。アポロソニックは、たやすく先頭を譲ったが、第3コーナーに差し掛かると、メイケイペガスターを追いかけるようになり、それを後ろで見ていた先行勢にも影響を及ぼしていた。向こう正面で緩んだペースが解消され、先行勢による争いが早い段階で始まっていた。されど後方のキズナは、依然として後方、最終コーナーを14番手で通過していた。
直線では、先頭を取り返したアポロソニックが押し切りを図り、外からペプチドアマゾンとロゴタイプがそれに詰め寄り、さらに大外からエピファネイアやコディーノが迫る形となった。やがて早めに動いたアポロソニックの脚が止まり、後から追い上げるペプチドアマゾンやロゴタイプ、エピファネイアらが優勢になる。中でもエピファネイアの末脚が最も鋭かった。決勝線まで残り100ないし50メートルのところで他の3頭を退け、単独先頭を奪取していた。

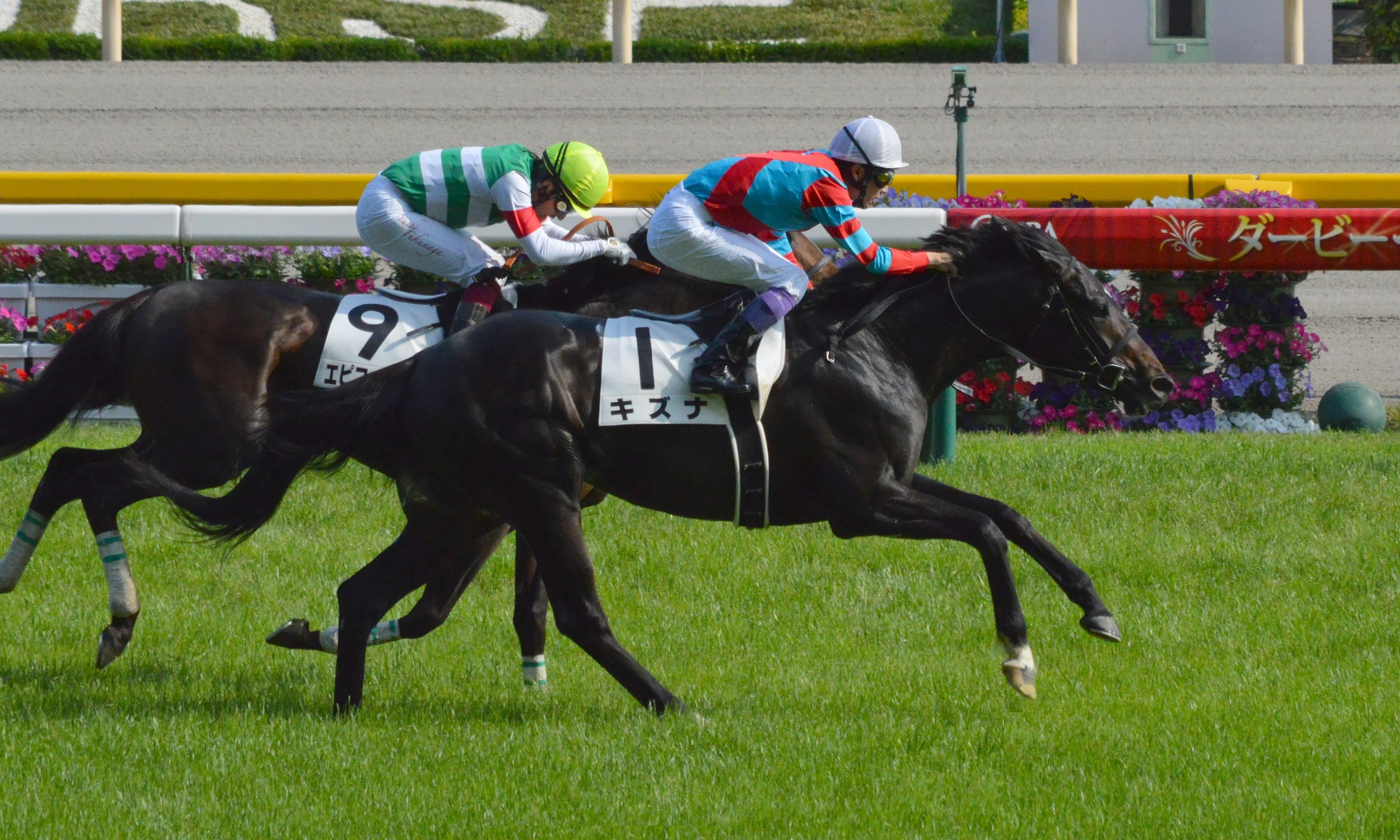
エピファネイア（左）を差し切るキズナ（右）

後方にいたキズナは、エピファネイアのさらに外、大外に持ち出してから追い上げていた。残り400メートルのところで、前方の2頭がふらついて進路を塞がれそうになったが、2頭の間に突っ込んでこじ開けていた。進路を得た残り200メートル地点から、武はスパートを促すと、キズナは「爆発的な末脚」（『優駿』）「エンジンに火がついてからは桁違いの勢いで加速」（石田敏徳）「弾むようなフットワークで一気に加速」（スポーツ報知）で応えていた。単独先頭のエピファネイアに迫り、ゴール寸前で並びかけ、さらには差し切っていた。エピファネイアに半馬身差をつけたところで決勝線に到達した。

##### 記録

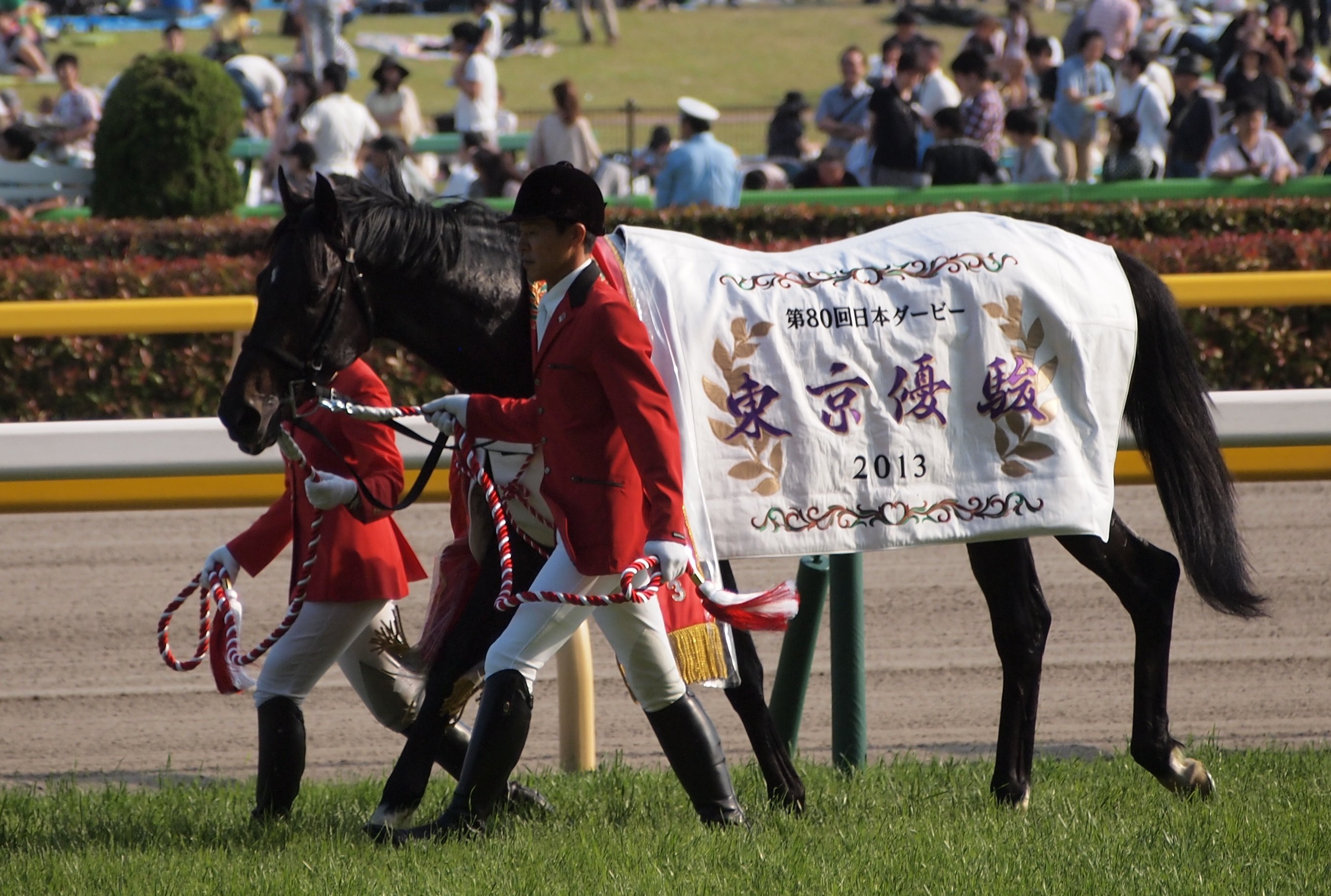
優勝レイを纏うキズナ

東京優駿、ダービー戴冠を成し遂げた。最終コーナー14番手通過からの優勝は、1986年以降では、2008年ディープスカイの15番手に次いで2番目に大きい逆転劇だった。さらに1960年コダマ以来53年ぶり2度目となる3文字の馬による優勝であり、2000年アグネスフライト以来史上2頭目となる京都新聞杯優勝からの連勝、2008年ディープスカイ以来5年ぶりとなる皐月賞不出走馬による優勝だった。それから史上初めてとなる青鹿毛による東京優駿優勝だった。
また1998年桜花賞優勝の姉・ファレノプシスに続くクラシック優勝で、史上3例目となるクラシック姉弟優勝を果たしている。兄姉との15歳差は、1996年東京優駿優勝のフサイチコンコルドと2009年皐月賞優勝のアンライバルド（母:バレークイーン）の13歳差を上回り、グレード制導入以降最も年齢差のあるGI優勝兄弟姉妹となった。
| 齢 | 数 | 優勝馬                                                             |
| -- | -- | ------------------------------------------------------------------ |
| 4  | 1  | 1970年タニノムーティエ                                             |
| 5  | 5  | 2009年ロジユニヴァースなど                                         |
| 6  | 10 | 2006年メイショウサムソンなど                                       |
| 7  | 7  | 1987年メリーナイスなど                                             |
| 8  | 5  | 2012年ディープブリランテなど                                       |
| 9  | 7  | 1993年ウイニングチケットなど                                       |
| 10 | 8  | 2010年エイシンフラッシュなど                                       |
| 11 | 12 | 2011年オルフェーヴルなど                                           |
| 12 | 8  | 1995年タヤスツヨシなど                                             |
| 13 | 3  | 1936年トクマサ 1938年スゲヌマ 1988年サクラチヨノオー               |
| 14 | 6  | 1971年ヒカルイマイなど                                             |
| 15 | 2  | 1967年アサデンコウ 1977年ラッキールーラ                            |
| 16 | 3  | 1962年フェアーウイン 1981年カツトップエース 2003年ネオユニヴァース |
| 17 | 0  | なし                                                               |
| 18 | 0  | なし                                                               |
| 19 | 1  | 1969年ダイシンボルガード                                           |
| 20 | 2  | 1942年ミナミホマレ 2013年キズナ                                    |

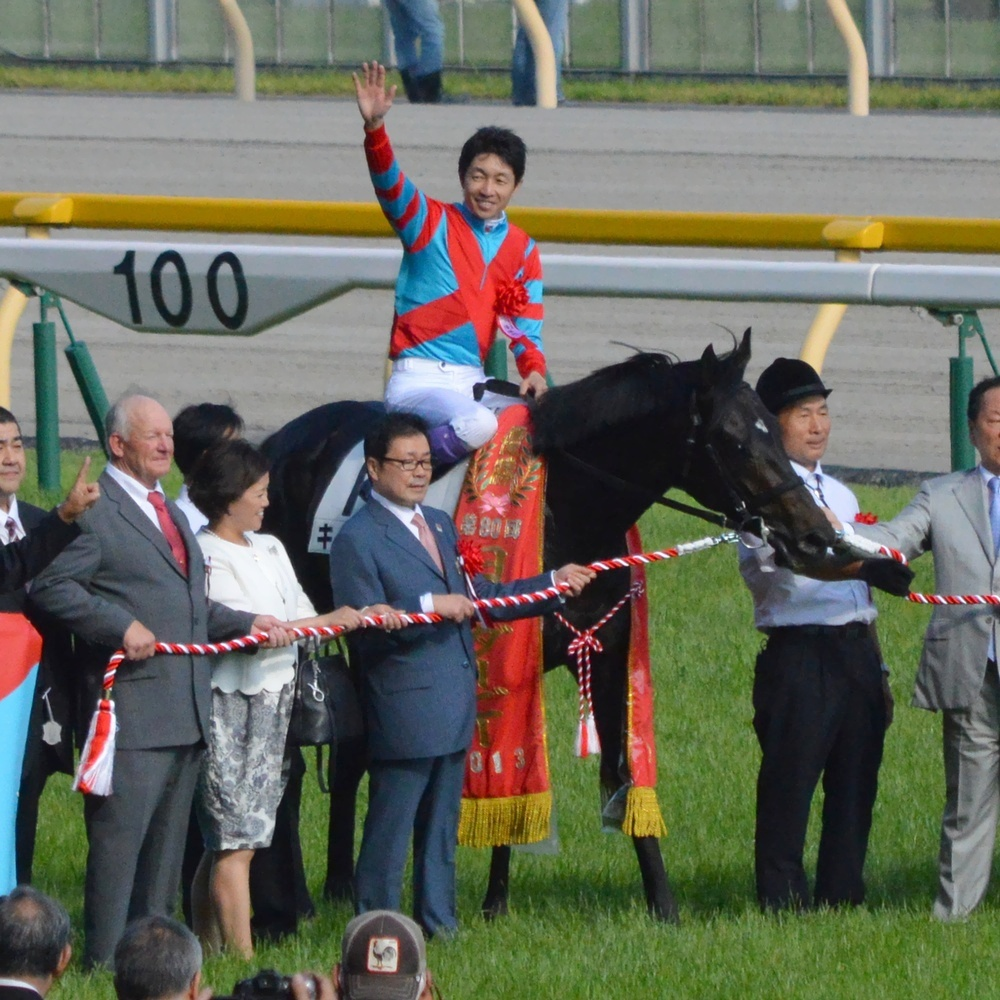
表彰式

20歳でダービー馬を生み出したキャットクイルは、1942年優勝ミナミホマレの母フロリスト（競走名:フロラーカップ）に並ぶダービー優勝馬として最高齢の母となった。付け加えてグレード制導入以降、クラシック優勝馬としては最高齢の母であり、1995年マイルチャンピオンシップ優勝・トロットサンダーの母ラセーヌワンダに並ぶ平地GI優勝馬の最高齢の母となった。
また父ディープインパクトにとっては、前年のディープブリランテに続いての連覇となり、1998年から2000年まで連覇したディープインパクトの父、キズナの祖父であるサンデーサイレンス以来となる種牡馬の連覇を果たしていた。

父ディープインパクト、姉ファレノプシスをGIに導いたのは、どちらも武豊だった。武は、1998年スペシャルウィーク、1999年アドマイヤベガ、2002年タニノギムレット、2005年ディープインパクトに続くダービー5勝目を挙げ、自身のダービー最多勝記録をさらに更新していた。ディープインパクト産駒を初めてGI制覇に導いたうえに、ディープインパクトとキズナという父仔をダービータイトルに導き、史上8例目となるダービー父仔優勝、しかも史上初めてとなる同一騎手が導いたダービー父仔優勝を成し遂げている。そればかりかファレノプシスとキズナという姉弟をクラシックタイトルに導いていた。スタンド前のウイニングランでは「ユタカコール」が発生し、武もガッツポーズを披露していた。低迷中のダービー優勝とあって、直後の場内インタビューでは、スタンドにこのように呼びかけていた。
この発言について武は「あそこに立ったとき、ファンの人たちの『豊、お帰り!!』という声がすごく聞こえて、それが胸に響いて、自然と出た言葉」と回顧している。
またこの前週には、武の弟である武幸四郎が、メイショウマンボを導いて優駿牝馬（オークス）を優勝していた。したがって2000年秋華賞をティコティコタックで制した幸四郎、翌週の菊花賞をエアシャカールで制した豊以来となる武兄弟によるGI連勝を果たしている。またその2000年の2週間に続いて2013年には、この東京優駿の1か月前に行われた桜花賞をアユサンで制したクリスチャン・デムーロ、翌週の皐月賞をロゴタイプで制したミルコ・デムーロが制していたため、史上3例目となる兄弟騎手によるGI連勝となっていた。この年の春のクラシックは、すべて兄弟騎手の手に渡っている。

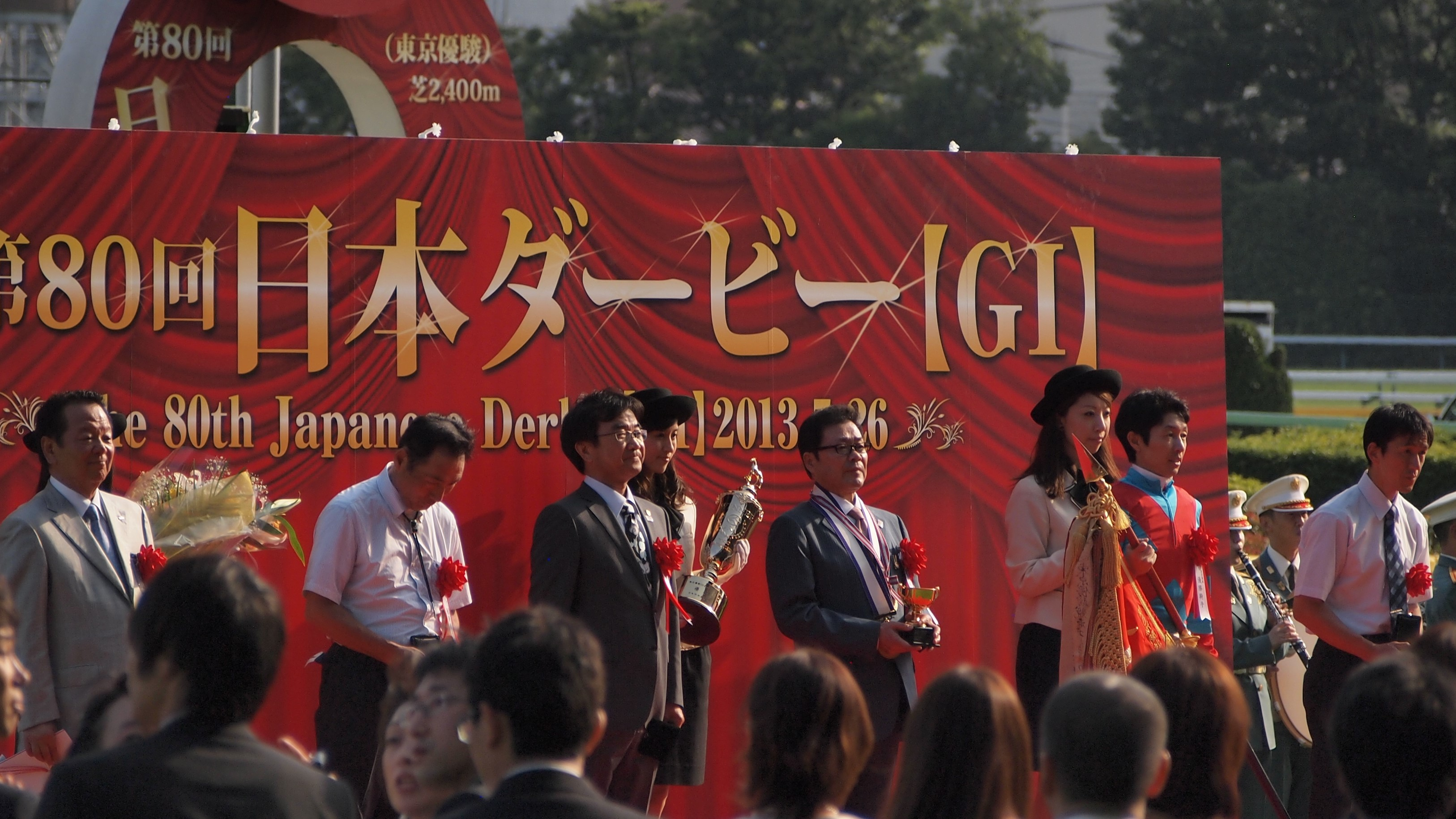
表彰されるキズナ陣営

佐々木は、アーネストリー以来のGI優勝であり、2005年東京優駿、武豊とディープインパクトに阻まれて2着となったインティライミなどを乗り越え、4回目の挑戦で初めてダービートレーナーとなっていた。さらにノースヒルズは、開業29年、1992年ゴールデンゼウスと岡潤一郎で臨んだ初挑戦から21年、12頭目の参戦でダービー優勝を果たしている。
岡は、武豊の次の年のJRA賞最多勝利新人騎手であったが、1993年2月に落馬事故により死去している。前年のゴールデンゼウスが最後のダービー騎乗だった。それから20年後、岡の母は、岡の写真を膝に抱え、正座してキズナと武に声援を送っていたという。またノースヒルズの前田は「この勝利を親友の山本将裕くんと佐藤哲三騎手に捧げる」と述べている。山本将裕とは、不慮の事故のために32歳で亡くなったホースマン、北海道えりも町の生産牧場エクセルマネジメントの社長だった。治療中の佐藤は、病院のテレビでキズナの戴冠を見届けていた。

#### フランス遠征

##### ニエル賞
東京優駿を優勝した後のキズナは、大山ヒルズで休養となる。次なる目標は、フランスの凱旋門賞に定められた。陣営は凱旋門賞遠征を、デビューする以前から検討しており、京都新聞杯を優勝した時点で出走登録を済ませていた。陣営は、東京優駿優勝を遠征の条件として自らに課していたが、キズナはそれを乗り越えていた。元騎手だった佐々木にとってヨーロッパ、とりわけ凱旋門賞は憧れの舞台だった。かつて7歳のタップダンスシチーで遠征し出走を叶えていたが、その参戦過程で輸送トラブルに遭遇する不運があった。このトラブルが影響して凱旋門賞2日前のフランス入りとなるなど、事前に組み立てた計画から逸れた不本意な参戦となり、敗退していた。
それから佐々木は、再挑戦の機会を狙っていた。2011年には、キズナが1歳の頃の宝塚記念にて、佐々木とノースヒルズと佐藤のアーネストリーで優勝し、翌2012年の凱旋門賞挑戦の構想が持ち上がったが、結局叶わなかった。アーネストリーのためにあらゆる手配をしていたノースヒルズのスタッフだったが、2012年10月7日、キズナのデビュー日でもある凱旋門賞当日には、フランスに赴いている。アーネストリー不参戦により、ただ将来のために見学するだけだったが、その1年後にキズナがその凱旋門賞に参戦することとなっていた。
フランス遠征でも継続して武が起用された。武は2006年の凱旋門賞を、キズナの父ディープインパクトで参戦している。クラシック三冠達成馬での参戦は大きな期待を背負いながら、レイルリンクやプライドに後れる3位入線となり、しかも後に失格処分となるという、後味の悪い結果となっていた。それから8年後、その無念を晴らす格好の機会となるディープインパクトの仔での参戦を叶えていた。
当初は、夏の札幌記念を国内最終戦とし、それから遠征して10月の本番に臨む計画が浮上していたが、早めに遠征し現地で前哨戦を消化することとなった。前田は、美浦トレーニングセンターの尾関知人調教師に託している4歳馬ステラウインド（父:ゼンノロブロイ）を帯同馬として用意していた。日本調教馬による3歳での凱旋門賞参戦は、2010年皐月賞を優勝したヴィクトワールピサに続いて2例目、その年のダービー優勝馬による参戦は史上初めてだった。3歳での参戦は、負担重量の恩恵があるために有利に働くと考えられていたためだった。9月1日にフランスに渡り、現地では、ヴィクトワールピサと同じシャンティイ調教場のパスカル・バリー厩舎の馬房を借りて滞在した。

9月15日、凱旋門賞と同じロンシャン競馬場の芝2400メートル、されど3歳馬限定のニエル賞（G2）に参戦する。初顔合わせとなるヨーロッパ調教馬、イギリスダービー優勝のルーラーオブザワールド、パリ大賞優勝のフリントシャーなどが相手となり、中でもルーラーオブザワールドとの対決は、日英ダービー優勝馬対決として注目を集めた。現地でのキズナの評価は、4番人気だった。前哨戦のために「70点もいってない」（佐々木）状態だった。
3番枠からスタートして控えて後方で待機。ヨーロッパのスローペースに順応して、折り合いをつけて追走した。後方のままフォルスストレートを経て、直線では馬なりのまま進出して先行勢との距離を縮めた。残り200メートル地点から武が促して末脚を発揮すると、先行していたフリントシャーを差し切り先頭を奪取していた。しかしゴール寸前、内で間隙を突いたルーラーオブザワールドが末脚を発揮しており、キズナに急接近。日英ダービー優勝馬が全く並んで決勝線に飛び込んでいた。優劣は写真判定に持ち込まれ、キズナの「短頭」差先着が判明した。

##### 凱旋門賞
そして10月6日、本番の凱旋門賞（G1）に参戦する。前田が11番枠を引き当てていた。17頭立てとなり、ルーラーオブザワールドとフリントシャーとの再戦となるほか、別路線組も合流していた。キングジョージ6世&クイーンエリザベスステークスで大きな差をつけて勝利するなど4連勝中のノヴェリスト、チャンピオンステークス優勝など連勝中のザフューグ、さらにデビューから無敗、フランスオークスとヴェルメイユ賞を連勝中の3歳牝馬トレヴ、フランスダービー優勝のアンテロなどヨーロッパの強豪が立ちはだかり、日英仏ダービー馬対決が実現していた。それから他の日本調教馬は、2011年のクラシック三冠を成し遂げたオルフェーヴルが参戦していた。

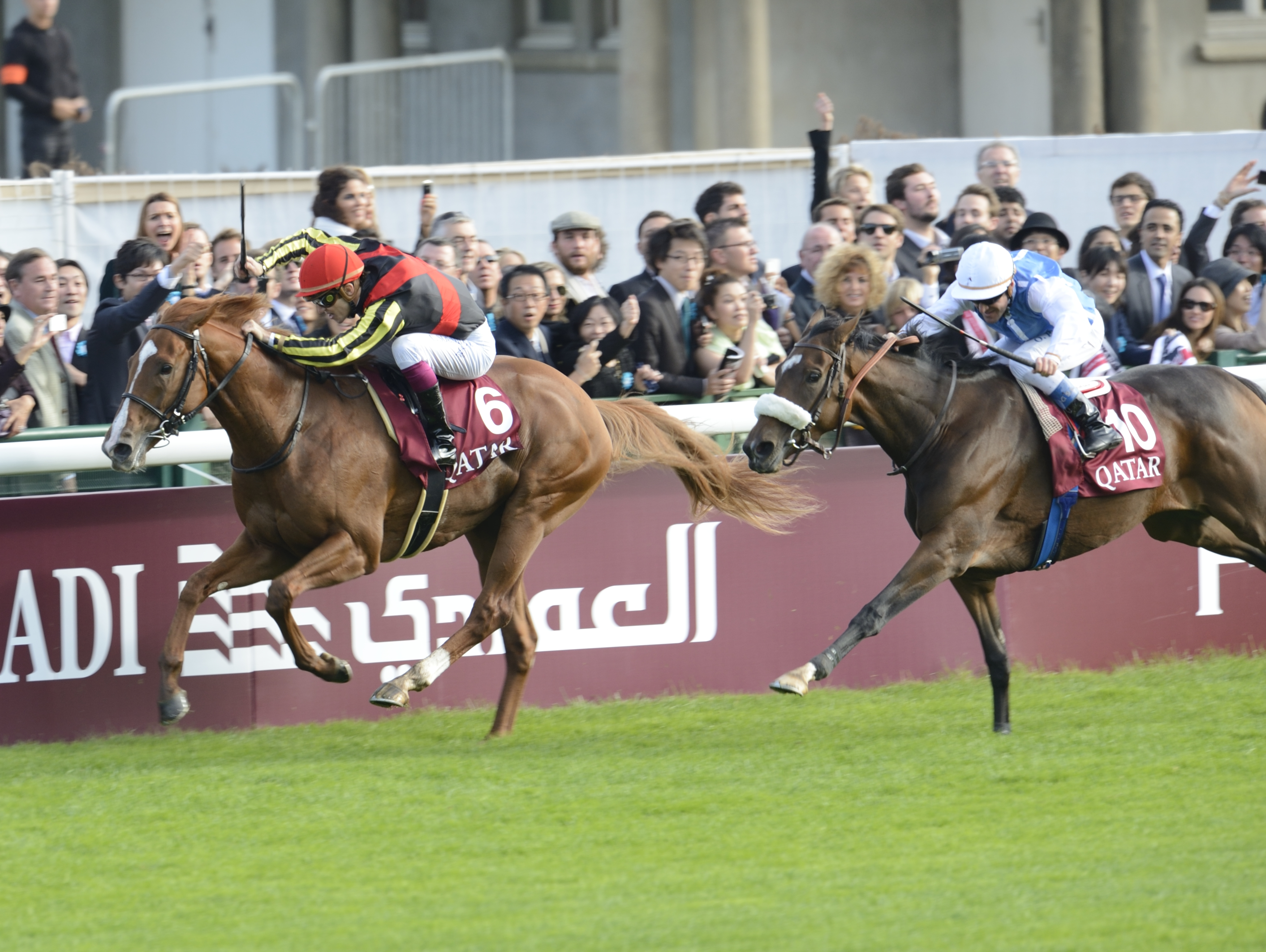
（左）オルフェーヴル（右）ソレミア（2012年凱旋門賞）

キズナと同じ日本調教馬のオルフェーヴルは、前年の凱旋門賞でソレミアに敵わず2着という実績があり、この年の再挑戦は大きな注目を集めていた。キズナと同じように同条件の前哨戦、フォワ賞を優勝してからの参戦だった。凱旋門賞には主要なトライアル競走が3つ用意されていたが、そのうち2つを2頭の日本調教馬で占めていた。しかも直前になって、対抗馬と目されていたノヴェリストとザフューグが揃って回避となり、俄然日本調教馬初優勝の期待が高まっていた。現地では、オルフェーヴルが1番人気、トレヴが2番人気、そして3番人気がキズナだった。日本勢にとって凱旋門賞は、敵地の不利を克服しながらヨーロッパの強豪を負かす大舞台として認識されていた。しかしこの年は参戦した2頭が共に有力視されており、お互い凱旋門賞を争うライバルと認識しながら臨んでいた。

外国特有のペースメーカー不在の中、スローペースとなった。オルフェーヴルが中団後方、トレヴがその直後でマークし、キズナはその2頭のさらに後ろ、後方を追走した。最終コーナーを経て、フォルスストレートに差し掛かると、トレヴが外から進出。内側のオルフェーヴルを合法的に閉じ込める形を作っていた。キズナは、後れてトレヴと同じ進路を辿り、オルフェーヴルの進出を遅らせるとともに、先に動いたトレヴの後を追った。本当の直線に差し掛かり、キズナは武に促されて加速し、トレヴに接近を試みた。しかし鋭い末脚を発揮することができなかった。トレヴには、反対に突き放された。おまけにオルフェーヴルにも、アンテロにもかわされていた。
トレヴに7馬身以上突き放されて戴冠ならず、オルフェーヴルやアンテロにも2馬身後れを取る4着だった。この年の凱旋門賞について、石田敏徳は、優勝したトレヴが傑出した能力を持つ大物だったとし、4着のキズナについて「標準的な年のレベルなら優に勝利に手が届く能力」を発揮していたと振り返っている。なお4着という結果は、日本の3歳馬の最高成績である。この直後、前田は翌年の再挑戦を予告していた。トレヴのオーナーであるカタール王族のジョアン・アル・サーニ殿下の代理人からは、キズナの売却オファーもあったという。
この後、帰国したキズナは、暮れの有馬記念参戦を予定する。凱旋門賞2着のオルフェーヴルとの再対決、引退するため最終対決が期待されていた。ファン投票でもワンツー、キズナは2位となっていた。しかし直前、体制が整わなかったことから、出走を断念。大山ヒルズで放牧となった。この年のJRA賞では、全280票中242票を集めてJRA賞最優秀3歳牡馬を受賞している。参戦しなかった菊花賞を優勝した次点・エピファネイアを38票に抑えて選出された。

### 4歳（2014年）

#### 産経大阪杯
年をまたいで古馬になり、2月19日に帰厩する。この年の最大目標は、秋の凱旋門賞再挑戦、優勝であったが、空いた上半期は、日本に留まることとなった。まず4月6日の産経大阪杯（GII）で始動となる。あくまで通過点のGII競走でわずか8頭立てだったが、少数精鋭で強力な相手が顔を揃えていた。

前年のクラシックを争い同期で菊花賞を優勝したエピファネイア、既にGI3勝を挙げた同期の牝馬二冠馬メイショウマンボ、同じくノースヒルズ所有で天皇賞（春）優勝馬ビートブラックなどが参戦する中で、エピファネイアに1番人気を譲る2番人気、単勝オッズ2.4倍だった。日本では1年弱ぶりの復帰戦となり、久しぶりに出走直前に計量が行われて公開されている。馬体重は、前回の出走となった東京優駿よりも20キログラム増加した498キログラムであり、これはキズナ自身の成長分だった。
スタートからカレンミロティックやトウカイパラダイス、ビートブラックという伏兵が積極的に先行し、他を引き離して逃げていた。一方のキズナは、3頭から離れて形成された他5頭による馬群の後方、エピファネイアを前方に据える最後方を追走していた。3頭は大逃げに持ち込んでいたが、互いに牽制することはせず、ペースは極端にならなかった。前半の1000メートル地点を平均ペースの60.5秒で通過し、自らが不利な展開に嵌らなかった。

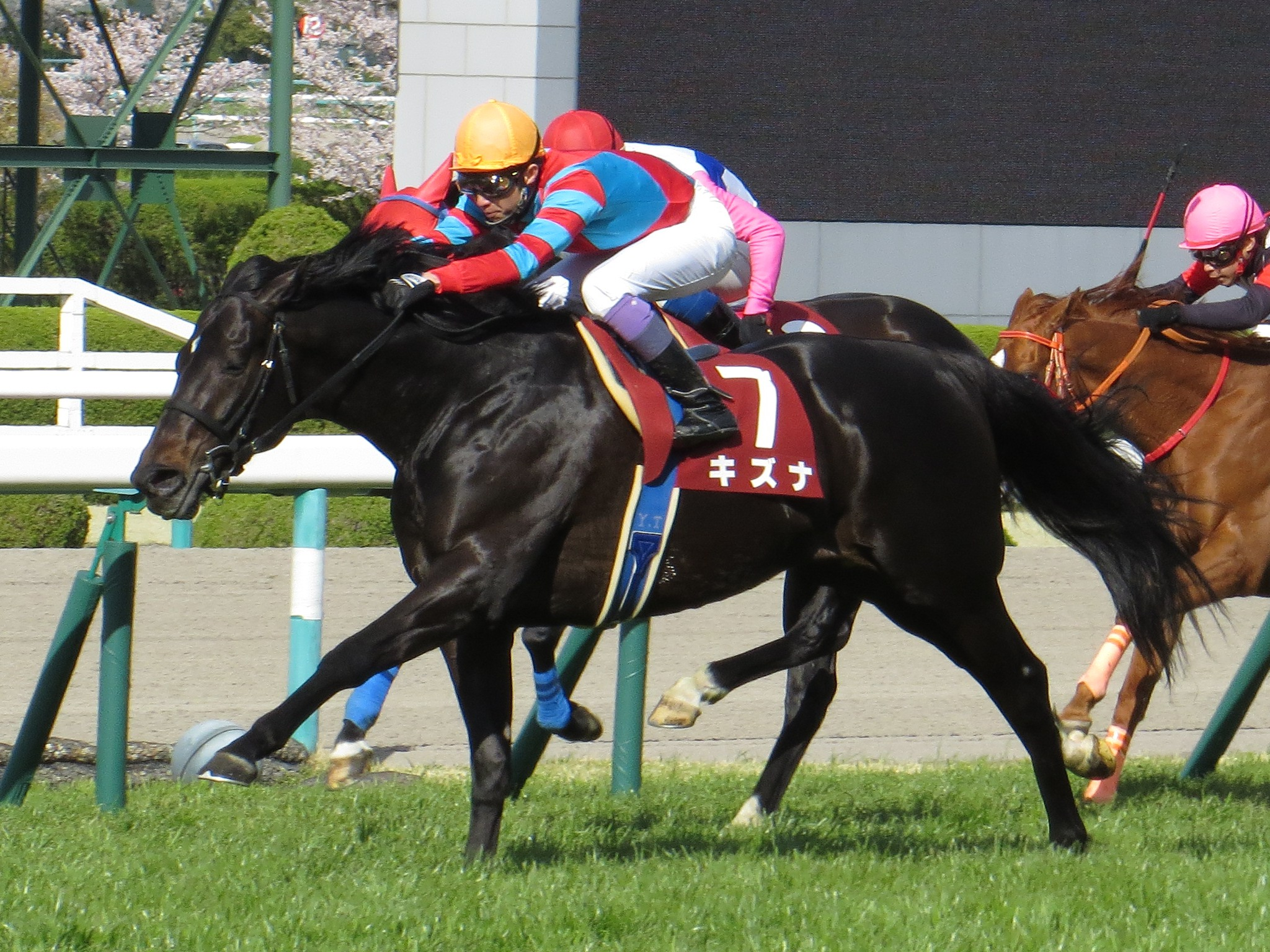
産経大阪杯

そのため、後方勢は早めの進出を心掛けるようになっていた。しかし最後方のキズナは、直ちに進出しなかった。マークしているエピファネイアの進出開始を確認してから、タイミングを遅らせて進出し、エピファネイアの背後で我慢。直線で大外に持ち出し、溜めていた末脚を発揮していた。エピファネイアを一気にかわして置き去りにし、そのままの勢いで逃げ粘るトウカイパラダイスやカレンミロティックを差し切っていた。
トウカイパラダイスやエピファネイアに1馬身半差をつけ、産経大阪杯を戴冠していた。この勝利は、馬主前田晋二のJRA通算200勝目であり、生産者ノースヒルズの重賞通算100勝目だった。

#### 骨折、凱旋門賞断念
続いて5月4日、天皇賞（春）（GI）に参戦する。GI4勝のゴールドシップ、GIでオルフェーヴルに次ぐ2着3回のウインバリアシオン、前年優勝のフェノーメノなど、古馬の一線級が立ちはだかったが、キズナは、単勝オッズ1.7倍という信頼で1番人気だった。スタートから主張せず、最後方をゴールドシップとともに追走し、2周目の第3コーナーから外に持ち出して進出。直線では大外からスパートし、先を行くフェノーメノやウインバリアシオンに接近を試みた。しかし末脚が発揮できなかった。伸びを欠いて、その2頭に反対に突き放された。終いには、一度かわしたホッコーブレーヴに接近を許して差し返されて、4着だった。
道中で不利がないにもかかわらず伸びを欠き、陣営にとって不可解な敗戦だった。そこで後日、キズナを検査に出し、状態を点検したところ、天皇賞（春）出走中に発症したと思われる骨折、5ミリメートル四方の骨片が剥離する左前脚第3手根骨骨折で、全治9か月。佐々木によれば「普通なら競走能力喪失と判断される骨折」だったが、引退することなく現役続行となった。
続く宝塚記念も、かねてから目標としてきた凱旋門賞再挑戦も、当然断念となった。まもなく、内視鏡による骨片除去手術が行われ、5月18日に大山ヒルズで放牧となった。初めの1か月半は、馬房に留め置かれて休養したが、7月から曳き運動を再開。12月12日に栗東に帰還した。

### 5歳（2015年）

#### 復帰
年をまたいでから調教の強度を高め、2月15日の京都記念（GII）で復帰となる。前年の桜花賞優勝馬ハープスター、中山金杯で重賞初優勝を果たしたばかりのラブリーデイらが相手となる中、ハープスターに次ぐ2番人気に推されていた。4番人気スズカデヴィアスがスローペースで逃げる一方で、最後方を追走した。直線で大外に持ち出してから末脚を発揮し、スズカデヴィアスと先行して粘るラブリーデイに詰め寄って並びかけていた。しかし差し切るまでには至らなかった。ラブリーデイにハナとクビ、スズカデヴィアスにクビ差及ばず3着だった。敗れたものの、長期休養明けのために陣営は悲観しなかった。この年の最大目標もまた秋の凱旋門賞、同じように春は国内専念とし、秋以降に挑む計画を立てていた。
続いて前年と同様に、4月5日の産経大阪杯に参戦した。前年の天皇賞（秋）優勝馬スピルバーグ、同期の皐月賞優勝馬ロゴタイプ、前年のエリザベス女王杯優勝馬ラキシスのほか、NHKマイルカップ優勝馬カレンブラックヒルやジャパンカップ優勝馬ショウナンパンドラが出走し、GI優勝馬6頭による対決となっていた。その中でもキズナは、叩き2戦目とあって信頼され、単勝オッズ1.4倍の1番人気だった。
不良馬場を舞台にスタートし、後方を追走。前方で固まった馬群の外側に持ち出し、最終コーナー手前から進出を開始した。直線を12番手で向き、末脚を発揮すると、先行勢をすべて差し切り、直線の中間地点で先頭を奪取していた。しかしこの直後に、内から追い上げたラキシスに接近を許した。ラキシスの末脚は、キズナのそれを上回るもので、キズナはそれに張り合うことができなかった。先頭を明け渡して独走を許し、2馬身後れる2着だった。

続いて5月3日、前年に故障した天皇賞（春）に参戦し、単勝オッズ3.3倍の1番人気という信頼だった。スタートから後方を追走して追い込んだが、末脚を発揮できなかった。ゴールドシップやフェイムゲームに大きく後れを取る7着敗退。再び、明確な敗因が得られないままの敗戦となる。
前年と同様に、騎乗に問題はなく、不利も被らないままの敗戦だった。佐々木は、前年のような骨折を疑ったが、問題はなかった。ひとえにキズナ自身の走る気持ちに問題があった。佐々木は「トップスピードになるのが嫌なのかな。4速、5速に上げて、（6速があるのに）またすぐ4速に下げている感じ」になっていたという。2年連続で天皇賞（春）1番人気を裏切っていた。

#### 屈腱炎、引退
この後は、大山ヒルズでの放牧を挟んで、続いて宝塚記念を目指したが、放牧中に疲労が目立つために回避。体制が整わないために、この直後に締め切られた凱旋門賞への出走登録を行わず、前年に続いて再挑戦を断念した。切り替えて前田は、翌2016年の凱旋門賞再挑戦の構想があることを示していた。
休養中は、枷になっているキズナの精神的な不安を取り払うために、夏季一杯を使って休養となった。国内専念となった秋は、天皇賞（秋）直行からジャパンカップ、そして暮れの有馬記念を予定する。中でも天皇賞（秋）とジャパンカップは、優勝した東京優駿以来で得意の左回り、東京競馬場参戦であり、落ち目のキズナが復権する絶好の機会として期待されていた。回復に時間をかけ、天皇賞（秋）直行に向けて9月18日、栗東に帰厩していた。
しかし帰厩から数日後の9月20日、右前繋部浅屈腱炎が判明し、競走馬引退に追い込まれる。キズナには、凱旋門賞再挑戦や東京競馬場参戦も許されなかった。骨折の後、復活の勝利を挙げることは叶わなかった。佐々木は「復帰してからも、骨がひとつ足りていないような状態でした。何とか無事にという仕上げが精一杯で、納得できる調教はできず、絞り切れなくなってしまいました」と回顧している。9月24日、日本中央競馬会の競走馬登録を抹消される。

## 種牡馬時代
競走馬引退後は、父ディープインパクトと同じ北海道安平町の社台スタリオンステーションで、種牡馬として繋養された。供用に際しては、総額9億円のシンジケートが結成されていた。初年度となる2016年は、269頭の繁殖牝馬を集めた。それ以降、毎年のように三桁、200頭近い繁殖牝馬を集め続けている。
産駒は、2019年から競走馬として走っており、初年度から重賞優勝産駒を多数輩出している。例えば、初年度産駒のアカイイト（牝、母父:シンボリクリスエス）は、2021年エリザベス女王杯を優勝。また2年目産駒のソングライン（牝、母父:シンボリクリスエス）も、2022年安田記念を優勝したように、複数のGI級競走優勝産駒も生み出している。
2021年には、初年度産駒のディープボンドが凱旋門賞に挑んでいる。本戦は敗れてしまったが、前哨戦のフォワ賞を優勝しており、父仔揃って凱旋門賞のトライアル競走優勝を成し遂げている。ディープボンドは、続く2022年も挑戦し、現地で前哨戦を用いない直行で挑んだが、下位に敗れている。
2024年4月14日、ジャスティンミラノが皐月賞を制し、産駒初のクラシック勝利を達成。GIでの勝利はこの1勝にとどまったが、重賞全体では2023年の4勝から15勝に伸ばし、総獲得賞金42億5123万5000円を記録して自身初のリーディングサイアーの栄冠に輝いた。祖父サンデーサイレンスと父ディープインパクトもリーディングサイアーを獲得しており、父仔3代でのリーディングサイアー獲得は日本競馬史上初の快挙となった。
2025年度は、2024年の1200万円から800万円増えて、2000万円になった。これは、イクイノックスとキタサンブラックの種付け料に並んだことになる。

## エピソード
小説家の島田明宏は、東日本大震災後の経験を題材に、ノースヒルズの前田をモデルにしたオーナーが、「キズナ」（父:シルバーチャーム、母父:ホワイトストーン）という馬を所有し東京優駿を目指す、という設定の物語を練り上げ、2012年から競馬サイトnetkeiba.comにて連載していた。しかしその後、本物の「キズナ」が出現し、実際に東京優駿を優勝していた。そのため2017年に改題加筆を経て、上梓された『絆〜走れ奇跡の子馬〜』では、馬の名前がフランス語で「北の絆」を意味する「リヤンドノール」に変更されている。それから2015年には、本物のキズナを題材とした2曲、関根奈緒が歌唱し、島田が作詞、田村武也が作曲編曲した『キズナ きらめく風になれ』『よみがえる想い』が発売されている。

## 競走成績
以下の内容は、netkeiba.com並びにJBISサーチ、『優駿』の情報に基づく。
| 競走日     | 競馬場     | 競走名             | 格      | 距離 （馬場） | 頭 数 | 枠 番 | 馬 番 | オッズ （人気） | 着順 | タイム （上がり3F） | 着差 | 騎手     | 斤量 [kg] | 1着馬 （2着馬）        | 馬体重 [kg] |
| ---------- | ---------- | ------------------ | ------- | ------------- | ----- | ----- | ----- | --------------- | ---- | ------------------- | ---- | -------- | --------- | ---------------------- | ----------- |
| 2012.10.07 | 京都       | 2歳新馬            |         | 芝1800m（良） | 7     | 5     | 5     | 02.0（1人）     | 1着  | 1:51.6（33.8）      | -0.3 | 佐藤哲三 | 55        | （リジェネレーション） | 482         |
| 0000.11.11 | 京都       | 黄菊賞             | 500万下 | 芝1800m（稍） | 10    | 4     | 4     | 02.0（1人）     | 1着  | 1:49.8（35.2）      | -0.4 | 佐藤哲三 | 55        | （トーセンパワフル）   | 488         |
| 0000.12.22 | 阪神       | ラジオNIKKEI杯2歳S | GIII    | 芝2000m（稍） | 7     | 6     | 6     | 02.9（2人）     | 3着  | 2:05.5（34.5）      | 00.1 | 武豊     | 55        | エピファネイア         | 492         |
| 2013.03.03 | 中山       | 弥生賞             | GII     | 芝2000m（良） | 12    | 5     | 6     | 06.4（3人）     | 5着  | 2:01.1（34.8）      | 00.1 | 武豊     | 56        | カミノタサハラ         | 480         |
| 0000.03.23 | 阪神       | 毎日杯             | GIII    | 芝1800m（良） | 13    | 5     | 6     | 01.5（1人）     | 1着  | 1:46.2（34.3）      | -0.5 | 武豊     | 56        | （ガイヤースヴェルト） | 482         |
| 0000.05.04 | 京都       | 京都新聞杯         | GII     | 芝2200m（良） | 16    | 3     | 5     | 01.4（1人）     | 1着  | 2:12.3（34.5）      | -0.2 | 武豊     | 56        | （ペプチドアマゾン）   | 480         |
| 0000.05.26 | 東京       | 東京優駿           | GI      | 芝2400m（良） | 18    | 1     | 1     | 02.9（1人）     | 1着  | 2:24.3（33.5）      | -0.1 | 武豊     | 57        | （エピファネイア）     | 478         |
| 0000.09.15 | ロンシャン | ニエル賞           | G2      | 芝2400m（重） | 10    | 3     | 8     | （4人）         | 1着  | 2:37.6              |      | 武豊     | 58        | （Ruler of the World） | 計不        |
| 0000.10.06 | ロンシャン | 凱旋門賞           | G1      | 芝2400m（稍） | 17    | 11    | 14    | （3人）         | 4着  |                     |      | 武豊     | 56        | Treve                  | 計不        |
| 2014.04.06 | 阪神       | 産経大阪杯         | GII     | 芝2000m（良） | 8     | 7     | 7     | 02.4（2人）     | 1着  | 2:00.3（33.9）      | -0.2 | 武豊     | 58        | （トウカイパラダイス） | 498         |
| 0000.05.04 | 京都       | 天皇賞（春）       | GI      | 芝3200m（良） | 18    | 7     | 14    | 01.7（1人）     | 4着  | 3:15.2（34.0）      | 00.1 | 武豊     | 58        | フェノーメノ           | 492         |
| 2015.02.15 | 京都       | 京都記念           | GII     | 芝2200m（良） | 11    | 4     | 4     | 02.3（2人）     | 3着  | 2:11.5（33.3）      | 00.0 | 武豊     | 57        | ラブリーデイ           | 514         |
| 0000.04.05 | 阪神       | 産経大阪杯         | GII     | 芝2000m（不） | 14    | 5     | 7     | 01.4（1人）     | 2着  | 2:03.2（36.0）      | -0.3 | 武豊     | 57        | ラキシス               | 506         |
| 0000.05.03 | 京都       | 天皇賞（春）       | GI      | 芝3200m（良） | 17    | 7     | 13    | 03.3（1人）     | 7着  | 3:15.2（34.9）      | -0.5 | 武豊     | 58        | ゴールドシップ         | 504         |

## 種牡馬成績

### 年度別成績
以下の内容は、JBISサーチの情報に基づく。
| 種付年度 | 種付頭数 | 生産頭数 | 血統登録頭数 | 出走頭数 | 勝馬頭数 | 重賞勝馬頭数 | AEI  | CPI  | 該当GI級優勝産駒   |
| -------- | -------- | -------- | ------------ | -------- | -------- | ------------ | ---- | ---- | ------------------ |
| 2016     | 269      | 184      | 182          | 168      | 129      | 11           | 2.08 |      | アカイイト         |
| 2017     | 212      | 138      | 138          | 129      | 103      | 5            | 2.04 |      | ソングライン       |
| 2018     | 152      | 113      | 111          | 100      | 77       | 4            | 1.79 |      |                    |
| 2019     | 164      | 107      | 107          | 90       | 66       | 3            | 2.06 |      |                    |
| 2020     | 242      | 171      | 168          | 156      | 118      | 7            | 2.78 |      | ジャスティンミラノ |
| 2021     | 195      | 139      | 136          | 116      | 53       | 8            | 2.69 |      | ナチュラルライズ   |
| 2022     | 170      | 119      | 119          | 3        | 2        | 0            | 6.17 |      |                    |
| 2023     | 152      | 112      | 111          | 0        | －       | －           | －   |      |                    |
| 2024     | 218      | 0        | 0            | 0        | －       | －           | －   |      |                    |
| 合計     | 合計     | 合計     | 1,072        | 762      | 548      | 38           | 2.22 | 1.86 |                    |

- 情報は、2025年6月20日時点。

### 重賞優勝産駒

#### GI級競走優勝産駒
太字強調は、GI級競走を表す。
- 2017年産
  - アカイイト（2021年エリザベス女王杯）- 母父:シンボリクリスエス[192]
- 2018年産
  - ソングライン（2021年富士ステークス、2022年1351ターフスプリント、2022年・2023年安田記念連覇、2023年ヴィクトリアマイル）- 母父:シンボリクリスエス[193]
- 2021年産
  - ジャスティンミラノ（2024年共同通信杯、皐月賞）- 母父:Exceed And Excel
- 2022年産
  - ナチュラルライズ（2025年京浜盃、羽田盃、東京ダービー）- 母父:Distorted Humor

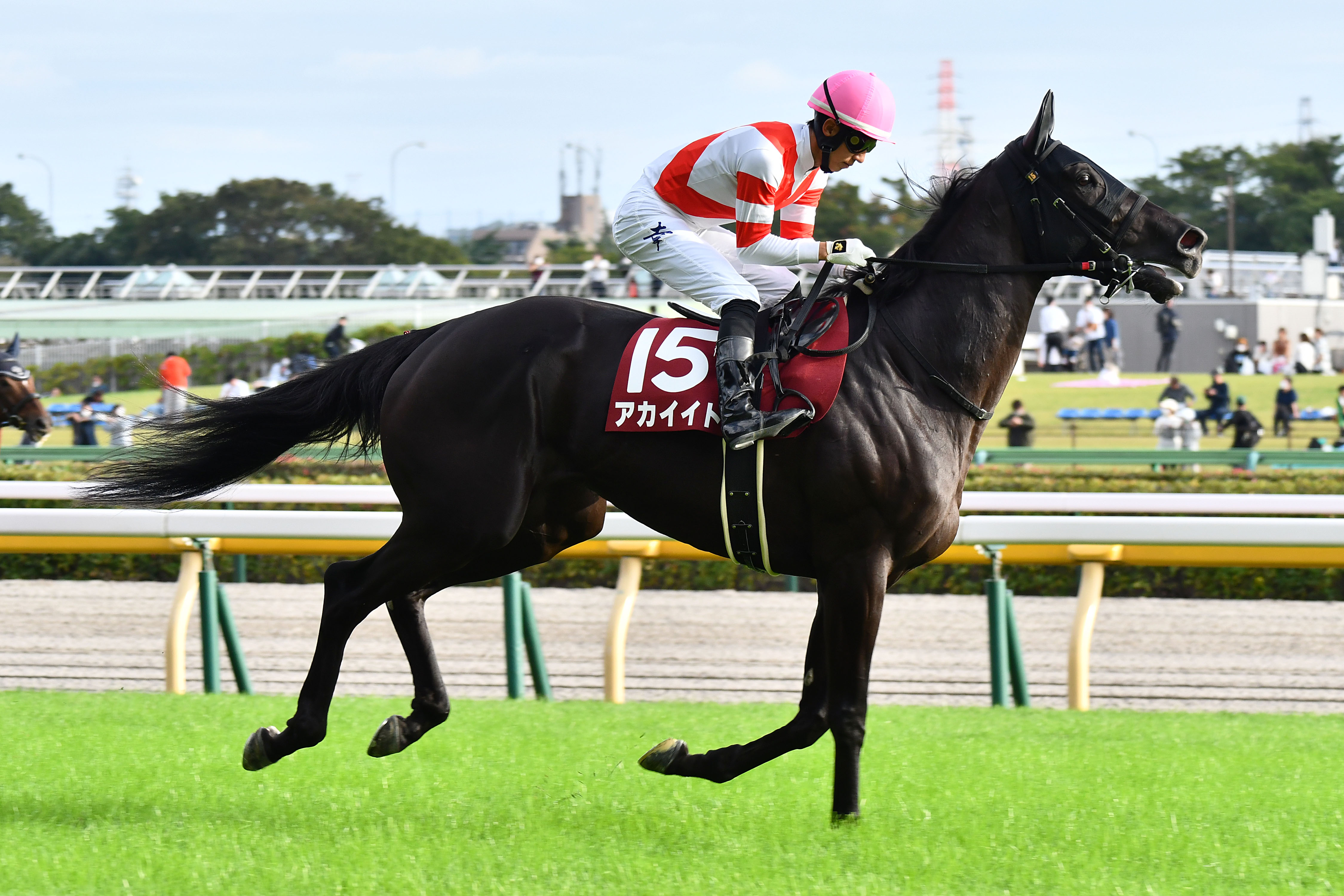
アカイイト
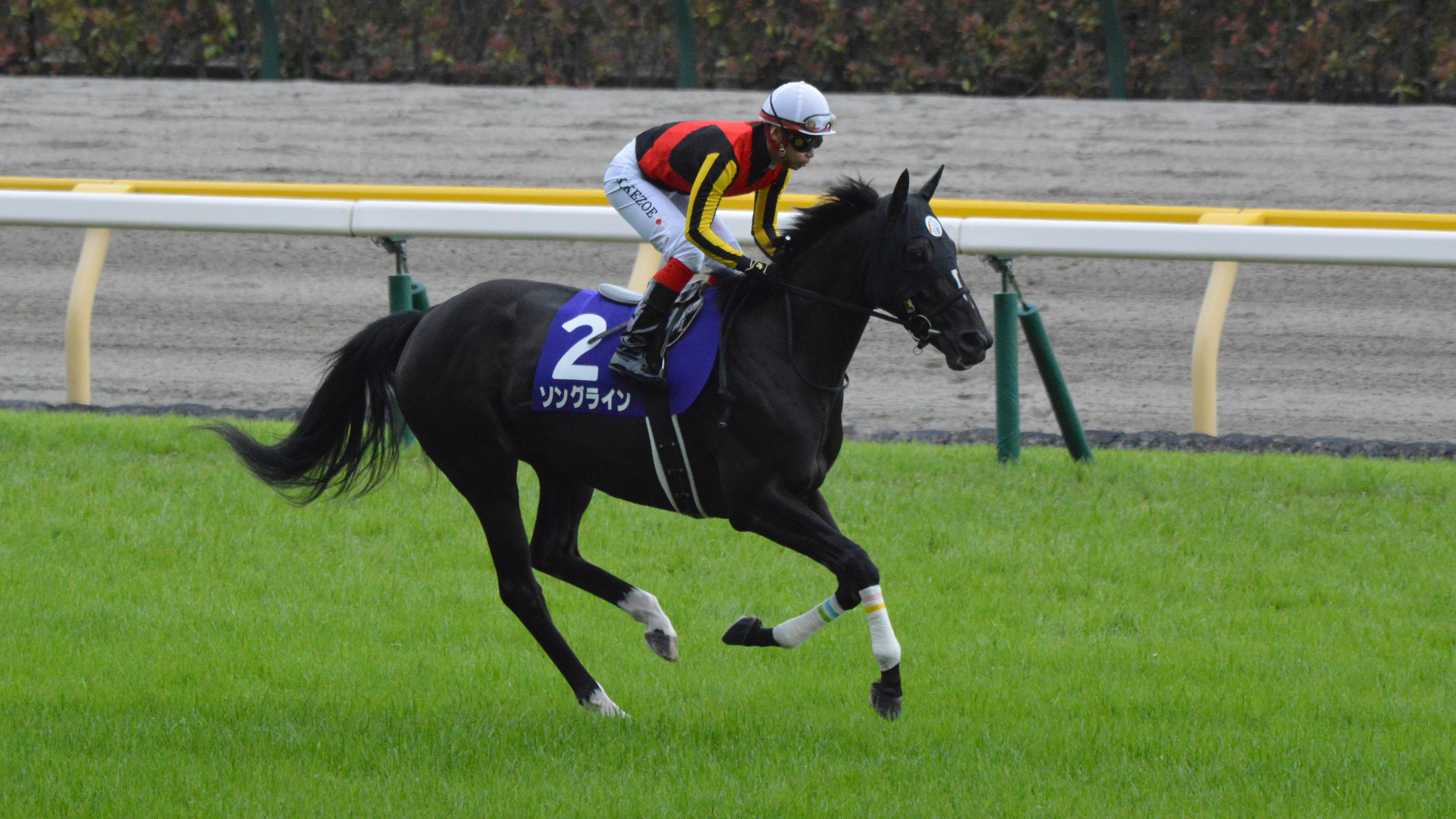
ソングライン
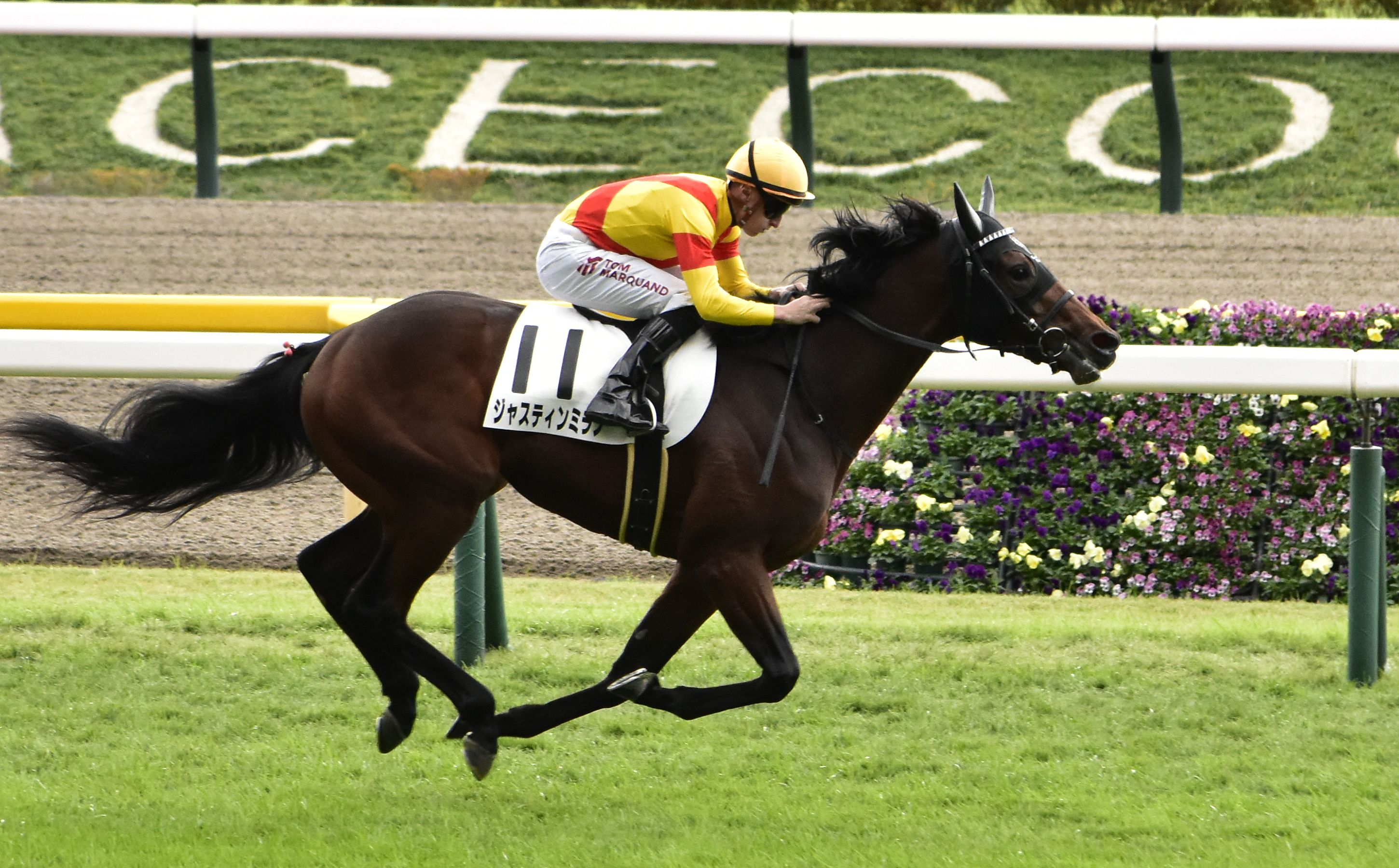
ジャスティンミラノ
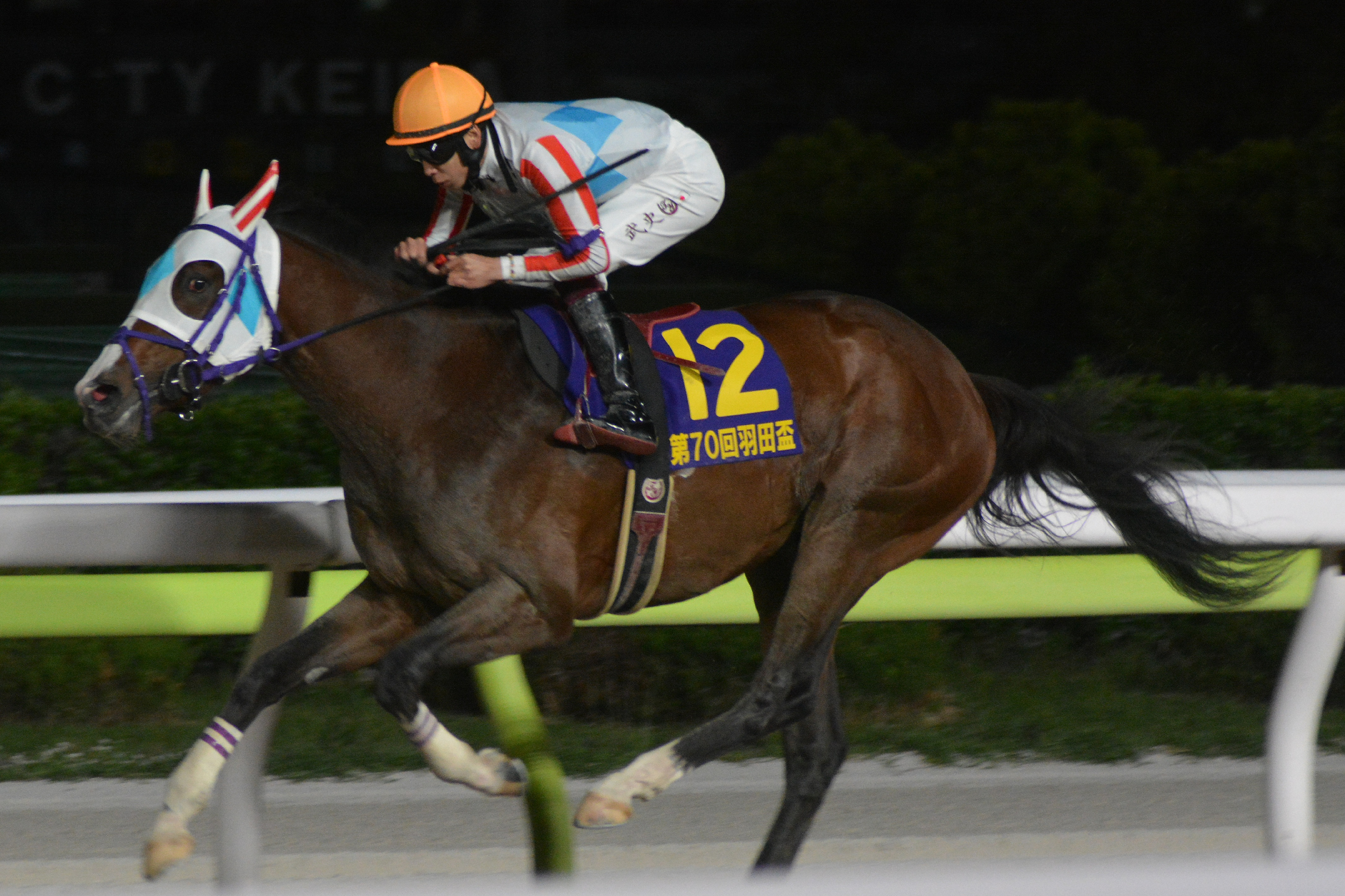
ナチュラルライズ

#### グレード制重賞優勝産駒
- 2017年産
  - ビアンフェ（2019年函館2歳ステークス、2020年葵ステークス、2021年函館スプリントステークス）- 母父:サクラバクシンオー[206]
  - キメラヴェリテ（2019年北海道2歳優駿）- 母父:Cozzene[207]
  - クリスタルブラック（2020年京成杯）- 母父:タイキシャトル[208]
  - マルターズディオサ（2020年チューリップ賞、紫苑ステークス）- 母父:Grand Slam[209]
  - アブレイズ（2020年フラワーカップ）- 母父:ジャングルポケット[210]
  - ディープボンド（2020年京都新聞杯、2021年阪神大賞典、フォワ賞、2022年阪神大賞典）- 母父:キングヘイロー [211]
  - シャムロックヒル（2021年マーメイドステークス）- 母父:Tapit[212]
  - テリオスベル（2022年クイーン賞、2023年ブリーダーズゴールドカップ）- 母父:クロフネ[213]
  - ハギノアレグリアス（2023年名古屋大賞典、シリウスステークス、2024年シリウスステークス）- 母父:ジェネラス[214]
- 2018年産
  - ファインルージュ（2021年フェアリーステークス、紫苑ステークス）- 母父:ボストンハーバー[215]
  - バスラットレオン（2021年ニュージーランドトロフィー、2022年ゴドルフィンマイル、2023年1351ターフスプリント）- 母父:ニューアプローチ[216]
  - ステラリア（2023年福島牝馬ステークス）- 母父:Motivator[217]
- 2019年産
  - アスクワイルドモア（2022年京都新聞杯）- 母父:ゼンノロブロイ[218]
  - パラレルヴィジョン（2024年ダービー卿チャレンジトロフィー）- 母父:マクフィ
  - インプレス（2025年新潟ジャンプステークス）- 母父:Dr Fong
- 2020年産
  - コンクシェル（2024年中山牝馬ステークス）- 母父:Galileo
  - アリスヴェリテ（2024年マーメイドステークス）- 母父:Cozzene
- 2021年産
  - クイーンズウォーク（2024年クイーンカップ、ローズステークス、2025年金鯱賞）- 母父:Harlington
  - シックスペンス（2024年スプリングステークス、毎日王冠、2025年中山記念）- 母父:Twirling Candy
  - ジューンテイク（2024年京都新聞杯）- 母父:シンボリクリスエス
  - サンライズジパング（2024年不来方賞、みやこステークス、2025年名古屋グランプリ）- 母父:Zoffany
- 2022年産
  - マジックサンズ（2024年札幌2歳ステークス）- 母父:キングカメハメハ
  - ブラウンラチェット（2024年アルテミスステークス）- 母父:Congrats
  - エリキング（2024年京都2歳ステークス）- 母父:High Chaparral
  - リラエンブレム（2025年シンザン記念）- 母父:Galileo
  - サトノシャイニング（2025年きさらぎ賞）- 母父:Star Dabbler
  - ショウナンザナドゥ（2025年フィリーズレビュー）- 母父:Pulpit
  - レーゼドラマ（2025年フラワーカップ）- 母父:Burning Roma

#### 地方制重賞優勝産駒
- 2017年産
  - シュアゲイト（2023年サンタアニタトロフィー）- 母父:デヒア[219]
- 2018年産
  - ヴィゴーレ（2023年せきれい賞）- 母父:キングカメハメハ[220]
- 2019年産
  - キャリックアリード（2024年秋桜賞）- 母父:Galileo
  - インベルシオン（2025年新春賞） 母父:アフリート
- 2020年産
  - キリンジ（2025年金盃） 母父:ルーラーシップ
- 2021年産
  - プリンセスアリー（2024年桜花賞）- 母父:スズカフェニックス
  - ポルラノーチェ（2024年フロイラインカップ、2025年ヒダカソウカップ）- 母父:キングカメハメハ

## 血統
| キズナの血統                          | キズナの血統                                           | キズナの血統                | （血統表の出典）            | （血統表の出典）     |
| 父系                                  | サンデーサイレンス系                                   | サンデーサイレンス系        | サンデーサイレンス系        | [ § 2 ]              |
| 父 ディープインパクト 2002 鹿毛       | 父の父*サンデーサイレンス Sunday Silence 1986 青鹿毛   | Halo 1969                   | Hail to Reason 1958         | Hail to Reason 1958  |
| 父 ディープインパクト 2002 鹿毛       | 父の父*サンデーサイレンス Sunday Silence 1986 青鹿毛   | Halo 1969                   | Cosmah 1953                 |                      |
| 父 ディープインパクト 2002 鹿毛       | 父の父*サンデーサイレンス Sunday Silence 1986 青鹿毛   | Wishing Well 1975           | Understanding 1963          | Understanding 1963   |
| 父 ディープインパクト 2002 鹿毛       | 父の父*サンデーサイレンス Sunday Silence 1986 青鹿毛   | Wishing Well 1975           | Mountain Flower 1964        |                      |
| 父 ディープインパクト 2002 鹿毛       | 父の母*ウインドインハーヘア Wind in Her Hair 1991 鹿毛 | Alzao 1980                  | Lyphard 1969                | Lyphard 1969         |
| 父 ディープインパクト 2002 鹿毛       | 父の母*ウインドインハーヘア Wind in Her Hair 1991 鹿毛 | Alzao 1980                  | Lady Rebecca 1971           |                      |
| 父 ディープインパクト 2002 鹿毛       | 父の母*ウインドインハーヘア Wind in Her Hair 1991 鹿毛 | Burghclere 1977             | Busted 1963                 | Busted 1963          |
| 父 ディープインパクト 2002 鹿毛       | 父の母*ウインドインハーヘア Wind in Her Hair 1991 鹿毛 | Burghclere 1977             | Highclere 1971              |                      |
| 母 *キャットクイル Catequil 1990 鹿毛 | 母の父Storm Cat 1983 黒鹿毛                            | Storm Bird 1978             | Northern Dancer 1961        | Northern Dancer 1961 |
| 母 *キャットクイル Catequil 1990 鹿毛 | 母の父Storm Cat 1983 黒鹿毛                            | Storm Bird 1978             | South Ocean 1967            |                      |
| 母 *キャットクイル Catequil 1990 鹿毛 | 母の父Storm Cat 1983 黒鹿毛                            | Terlingua 1976              | Secretariat 1970            | Secretariat 1970     |
| 母 *キャットクイル Catequil 1990 鹿毛 | 母の父Storm Cat 1983 黒鹿毛                            | Terlingua 1976              | Crimson Saint 1969          |                      |
| 母 *キャットクイル Catequil 1990 鹿毛 | 母の母Pacific Princess 1973 鹿毛                       | Damascus 1964               | Sword Dancer 1956           | Sword Dancer 1956    |
| 母 *キャットクイル Catequil 1990 鹿毛 | 母の母Pacific Princess 1973 鹿毛                       | Damascus 1964               | Kerala 1958                 |                      |
| 母 *キャットクイル Catequil 1990 鹿毛 | 母の母Pacific Princess 1973 鹿毛                       | Fiji 1960                   | Acropolis 1952              | Acropolis 1952       |
| 母 *キャットクイル Catequil 1990 鹿毛 | 母の母Pacific Princess 1973 鹿毛                       | Fiji 1960                   | Riffi 1954                  |                      |
| 母系(F-No.)                           | Pacific Princess系(FN:13-a)                            | Pacific Princess系(FN:13-a) | Pacific Princess系(FN:13-a) | [ § 3 ]              |
| 5代内の近親交配                       | Northern Dancer 5×4                                    | Northern Dancer 5×4         | Northern Dancer 5×4         | [ § 4 ]              |
| 出典                                  | 1. 2. 3. 4.                                            | 1. 2. 3. 4.                 | 1. 2. 3. 4.                 | 1. 2. 3. 4.          |